# Europees kampioenschap voetbal vrouwen 2022 (kwalificatie)
Tijdens de kwalificatie voor het Europees kampioenschap voetbal vrouwen 2022 probeerden 47 Europese landenteams zich te kwalificeren  voor het eindtoernooi dat wordt gehouden in Engeland. Er waren in totaal 15 plekken te vergeven. Gastland Engeland was automatisch geplaatst.
Alle wedstrijden die in april en juni 2020 gespeeld zouden worden, werden verplaatst naar oktober, november en december 2020 vanwege de coronapandemie. De play-offs werden tussen 5 en 13 april 2021 gespeeld.

## Programma

Gekwalificeerd voor het hoofdtoernooi.
Niet gekwalificeerd.
Niet meegedaan aan kwalificatie.
Geschorst door de UEFA, na aanvankelijk gekwalificeerd.

| Fase       | Data                                                                  |
| ---------- | --------------------------------------------------------------------- |
| Groepsfase | 26 augustus – 3 september 2019                                        |
| Groepsfase | 30 september – 8 oktober 2019                                         |
| Groepsfase | 4–12 november 2019                                                    |
| Groepsfase | 2–11 maart 2020                                                       |
| Groepsfase | 6–14 april 2020 (niet gespeeld vanwege de coronapandemie)             |
| Groepsfase | 1–9 juni 2020 (niet gespeeld vanwege de coronapandemie)               |
| Groepsfase | 14–22 september 2020                                                  |
| Groepsfase | 19–27 oktober 2020 (nieuwe data vanwege de coronapandemie)            |
| Groepsfase | 23 november – 1 december 2020 (nieuwe data vanwege de coronapandemie) |
| Groepsfase | 15–24 februari 2021 (nieuwe data vanwege de coronapandemie)           |
| Play-offs  | 5–13 april 2021 (stonden eerst voor 19–27 oktober 2020 gepland)       |

## Geplaatste teams
Op 28 februari 2022 werd Rusland geschorst van het eindtoernooi, vanwege de Russische inval in Oekraïne. Op 2 mei 2022 maakte de UEFA bekend dat Portugal, dat in de play-offs van Rusland verloor, de plaats van Rusland in zal nemen.
| Land          | Gekwalificeerd als   | Datum kwalificatie | Voorgaande deelnames                                                  |
| ------------- | -------------------- | ------------------ | --------------------------------------------------------------------- |
| Engeland      | Gastland             | 3 december 2018    | 8 (1984, 1987, 1995, 2001, 2005, 2009, 2013, 2017)                    |
| Duitsland     | Winnaar Groep I      | 23 oktober 2020    | 10 (1989, 1991, 1993, 1995, 1997, 2001, 2005, 2009, 2013, 2017)       |
| Nederland     | Winnaar Groep A      | 23 oktober 2020    | 3 (2009, 2013, 2017)                                                  |
| Denemarken    | Winnaar Groep B      | 27 oktober 2020    | 9 (1984, 1991, 1993, 1997, 2001, 2005, 2009, 2013, 2017)              |
| Noorwegen     | Winnaar Groep C      | 27 oktober 2020    | 11 (1987, 1989, 1991, 1993, 1995, 1997, 2001, 2005, 2009, 2013, 2017) |
| Zweden        | Winnaar Groep F      | 27 oktober 2020    | 10 (1984, 1987, 1989, 1995, 1997, 2001, 2005, 2009, 2013, 2017)       |
| Frankrijk     | Winnaar Groep G      | 27 november 2020   | 6 (1997, 2001, 2005, 2009, 2013, 2017)                                |
| België        | Winnaar Groep H      | 1 december 2020    | 1 (2017)                                                              |
| IJsland       | 2e beste nummer twee | 1 december 2020    | 3 (2009, 2013, 2017)                                                  |
| Spanje        | Winnaar Groep D      | 18 februari 2021   | 3 (1997, 2013, 2017)                                                  |
| Finland       | Winnaar Groep E      | 19 februari 2021   | 3 (2005, 2009, 2013)                                                  |
| Oostenrijk    | 3e beste nummer twee | 23 februari 2021   | 1 (2017)                                                              |
| Italië        | 1e beste nummer twee | 24 februari 2021   | 11 (1984, 1987, 1989, 1991, 1993, 1997, 2001, 2005, 2009, 2013, 2017) |
| Rusland       | Winnaar play-offs    | 13 april 2021      | 5 (1997, 2001, 2009, 2013, 2017)                                      |
| Zwitserland   | Winnaar play-offs    | 13 april 2021      | 1 (2017)                                                              |
| Noord-Ierland | Winnaar play-offs    | 13 april 2021      | 0 (debuut)                                                            |
| Portugal      | Verliezer play-offs  | 2 mei 2022         | 1 (2017)                                                              |

## Groepsfase

### Groep A
| Pos | Team      | Wed | W  | G | V | Ptn | DV | DT | +/− | Kwalificatie |       | Vlag van Nederland | Vlag van Rusland | Vlag van Slovenië | Vlag van Kosovo | Vlag van Turkije | Vlag van Estland |
| --- | --------- | --- | -- | - | - | --- | -- | -- | --- | ------------ | ----- | ------------------ | ---------------- | ----------------- | --------------- | ---------------- | ---------------- |
| 1   | Nederland | 10  | 10 | 0 | 0 | 30  | 48 | 3  | +45 | Eindtoernooi |       |                    | 2 – 0            | 4 – 1             | 6 – 0           | 3 – 0            | 7 – 0            |
| 2   | Rusland   | 10  | 8  | 0 | 2 | 24  | 23 | 6  | +17 | Play-offs    |       | 0 – 1              |                  | 1 – 0             | 3 – 0           | 4 – 2            | 4 – 0            |
| 3   | Slovenië  | 10  | 6  | 0 | 4 | 18  | 31 | 12 | +19 |              |       | 2 – 4              | 0 – 1            |                   | 5 – 0           | 3 – 1            | 2 – 0            |
| 4   | Kosovo    | 10  | 3  | 1 | 6 | 10  | 6  | 29 | −23 |              | 0 – 6 | 0 – 5              | 0 – 3            |                   | 2 – 0           | 2 – 0            |                  |
| 5   | Turkije   | 10  | 1  | 2 | 7 | 5   | 9  | 28 | −19 |              | 0 – 8 | 1 – 2              | 1 – 6            | 0 – 0             |                 | 0 – 0            |                  |
| 6   | Estland   | 10  | 0  | 1 | 9 | 1   | 1  | 40 | −39 |              | 0 – 7 | 0 – 3              | 0 – 9            | 1 – 2             | 0 – 4           |                  |                  |

|                                |         |         |                                                                         |                                                                            |
| 30 augustus 2019 19.00 (UTC+3) | Estland | 0 – 7   | Nederland                                                               | A. Le Coq Arena, Tallinn Toeschouwers: 1.881 Scheidsrechter: Olga Zadinová |
| 30 augustus 2019 19.00 (UTC+3) |         | Verslag | 27', 69' Miedema 31' Roord 40', 51' Spitse 81' Bloodworth 85' E. Jansen | A. Le Coq Arena, Tallinn Toeschouwers: 1.881 Scheidsrechter: Olga Zadinová |

|                                |                     |         |         |                                                                                 |
| 30 augustus 2019 20.00 (UTC+2) | Kosovo              | 2 – 0   | Turkije | Fadil Vokrristadion, Pristina Toeschouwers: 3.200 Scheidsrechter: Emilie Dokset |
| 30 augustus 2019 20.00 (UTC+2) | Uka 33' L. Syla 39' | Verslag |         | Fadil Vokrristadion, Pristina Toeschouwers: 3.200 Scheidsrechter: Emilie Dokset |

|                                |          |         |                    |                                                                                |
| 30 augustus 2019 20.00 (UTC+2) | Slovenië | 0 – 1   | Rusland            | Ob Jezeru Stadion, Velenje Toeschouwers: 250 Scheidsrechter: Dimitrina Milkova |
| 30 augustus 2019 20.00 (UTC+2) |          | Verslag | 25' Tsjernomyrdina | Ob Jezeru Stadion, Velenje Toeschouwers: 250 Scheidsrechter: Dimitrina Milkova |

|                                |                                            |         |        |                                                                                        |
| 3 september 2019 17.00 (UTC+2) | Slovenië                                   | 5 – 0   | Kosovo | Športni Center Dravograd, Dravograd Toeschouwers: 450 Scheidsrechter: Rasa Imanalijeva |
| 3 september 2019 17.00 (UTC+2) | Prašnikar 14', 62' Zver 41', 56' Kolbl 48' | Verslag |        | Športni Center Dravograd, Dravograd Toeschouwers: 450 Scheidsrechter: Rasa Imanalijeva |

|                                |                                              |         |         |                                                                      |
| 3 september 2019 19.00 (UTC+3) | Rusland                                      | 4 – 0   | Estland | Sapsan Arena, Moskou Toeschouwers: 667 Scheidsrechter: Katalin Sipos |
| 3 september 2019 19.00 (UTC+3) | Korovkina 10', 57' Fedorova 29' Mjagkova 82' | Verslag |         | Sapsan Arena, Moskou Toeschouwers: 667 Scheidsrechter: Katalin Sipos |

|                                |                                                     |         |         |                                                                                         |
| 3 september 2019 20.00 (UTC+2) | Nederland                                           | 3 – 0   | Turkije | Abe Lenstra Stadion, Heerenveen Toeschouwers: 21.500 Scheidsrechter: Iuliana Demetrescu |
| 3 september 2019 20.00 (UTC+2) | Van der Gragt 13' Van de Donk 55' Spitse 84' (pen.) | Verslag |         | Abe Lenstra Stadion, Heerenveen Toeschouwers: 21.500 Scheidsrechter: Iuliana Demetrescu |

|                              |         |       |         |                                                                                  |
| 4 oktober 2019 16.00 (UTC+3) | Turkije | 0 – 0 | Estland | 15 Temmuz Stadion, Istanboel Toeschouwers: 220 Scheidsrechter: Marta Frías Acedo |
| 4 oktober 2019 16.00 (UTC+3) | Verslag |       |         | 15 Temmuz Stadion, Istanboel Toeschouwers: 220 Scheidsrechter: Marta Frías Acedo |

|                              |                      |         |                                             |                                                                                      |
| 4 oktober 2019 19.00 (UTC+2) | Slovenië             | 2 – 4   | Nederland                                   | Fazanerijastadion, Murska Sobota Toeschouwers: 1.050 Scheidsrechter: Petra Pavliková |
| 4 oktober 2019 19.00 (UTC+2) | Zver 11' Korošec 68' | Verslag | 28' Miedema 47' Beerensteyn 78', 83' Spitse | Fazanerijastadion, Murska Sobota Toeschouwers: 1.050 Scheidsrechter: Petra Pavliková |

|                              |            |         |                                                                |                                                                                 |
| 8 oktober 2019 16.00 (UTC+3) | Turkije    | 1 – 6   | Slovenië                                                       | Izmit Ismetpaşastadion, İzmit Toeschouwers: 256 Scheidsrechter: Silvia Domingos |
| 8 oktober 2019 16.00 (UTC+3) | Kara 90+1' | Verslag | 12', 38', 41' Prašnikar 25' Rozmarič 28' (pen.) Zver 51' Kolbl | Izmit Ismetpaşastadion, İzmit Toeschouwers: 256 Scheidsrechter: Silvia Domingos |

|                              |                |         |              |                                                                            |
| 8 oktober 2019 19.15 (UTC+3) | Estland        | 1 – 2   | Kosovo       | Tamme Staadion, Tartu Toeschouwers: 377 Scheidsrechter: Iuliana Demetrescu |
| 8 oktober 2019 19.15 (UTC+3) | Loo 22' (pen.) | Verslag | 41', 56' Uka | Tamme Staadion, Tartu Toeschouwers: 377 Scheidsrechter: Iuliana Demetrescu |

|                              |                             |         |         |                                                                                 |
| 8 oktober 2019 20.00 (UTC+2) | Nederland                   | 2 – 0   | Rusland | Philips Stadion, Eindhoven Toeschouwers: 23.887 Scheidsrechter: Ivana Martinčić |
| 8 oktober 2019 20.00 (UTC+2) | Van de Donk 12' Miedema 60' | Verslag |         | Philips Stadion, Eindhoven Toeschouwers: 23.887 Scheidsrechter: Ivana Martinčić |

|                               |         |         |                                                                                         |                                                                                      |
| 8 november 2019 19.00 (UTC+3) | Turkije | 0 – 8   | Nederland                                                                               | Bornova Doğanlar Stadion, İzmir Toeschouwers: 2.354 Scheidsrechter: Jelena Cvetković |
| 8 november 2019 19.00 (UTC+3) |         | Verslag | 26' Van de Sanden 31' (pen.), 90+1' Spitse 45+1', 62' Miedema 56', 68', 73' Van de Donk | Bornova Doğanlar Stadion, İzmir Toeschouwers: 2.354 Scheidsrechter: Jelena Cvetković |

|                                |                                                |         |           |                                                                      |
| 12 november 2019 20.00 (UTC+1) | Nederland                                      | 4 – 1   | Slovenië  | GelreDome, Arnhem Toeschouwers: 23.120 Scheidsrechter: Rebecca Welch |
| 12 november 2019 20.00 (UTC+1) | Spitse 34' (pen.), 53' (pen.) Miedema 58', 71' | Verslag | 30' Eržen | GelreDome, Arnhem Toeschouwers: 23.120 Scheidsrechter: Rebecca Welch |

|                            |        |         |                                                                  |                                                                                       |
| 6 maart 2020 18.00 (UTC+1) | Kosovo | 0 – 5   | Rusland                                                          | Brita-Arena, Wiesbaden ( Duitsland) Toeschouwers: 450 Scheidsrechter: Henrikke Nervik |
| 6 maart 2020 18.00 (UTC+1) |        | Verslag | 1' (e.d.) F. Shala 33' Korovkina 47', 53' Smirnova 50' Fjodorova | Brita-Arena, Wiesbaden ( Duitsland) Toeschouwers: 450 Scheidsrechter: Henrikke Nervik |

|                             |        |         |                                      |                                                                             |
| 10 maart 2020 18.00 (UTC+1) | Kosovo | 0 – 3   | Slovenië                             | Fadil Vokrristadion, Pristina Toeschouwers: 1.500 Scheidsrechter: Lois Otte |
| 10 maart 2020 18.00 (UTC+1) |        | Verslag | 14' Begić 37' Predanič 90+3' Milović | Fadil Vokrristadion, Pristina Toeschouwers: 1.500 Scheidsrechter: Lois Otte |

|                                 |         |         |           |                                                                       |
| 18 september 2020 17.00 (UTC+3) | Rusland | 0 – 1   | Nederland | Sapsan Arena, Moskou Toeschouwers: 0 Scheidsrechter: Pernilla Larsson |
| 18 september 2020 17.00 (UTC+3) |         | Verslag | 15' Roord | Sapsan Arena, Moskou Toeschouwers: 0 Scheidsrechter: Pernilla Larsson |

|                                 |                              |         |         |                                                                             |
| 18 september 2020 19.00 (UTC+2) | Kosovo                       | 2 – 0   | Estland | Fadil Vokrristadion, Pristina Toeschouwers: 0 Scheidsrechter: Olivia Tschon |
| 18 september 2020 19.00 (UTC+2) | Himanen 8' (e.d.) Biqkaj 28' | Verslag |         | Fadil Vokrristadion, Pristina Toeschouwers: 0 Scheidsrechter: Olivia Tschon |

|                                 |                                         |         |         |                                                                               |
| 18 september 2020 20.00 (UTC+2) | Slovenië                                | 3 – 1   | Turkije | Stadion Stanka Mlakarja, Kranj Toeschouwers: 0 Scheidsrechter: Viki De Cremer |
| 18 september 2020 20.00 (UTC+2) | Zver 29' (pen.) Prašnikar 42' Kolbl 79' | Verslag | 19' Hız | Stadion Stanka Mlakarja, Kranj Toeschouwers: 0 Scheidsrechter: Viki De Cremer |

|                                 |         |         |                                              |                                                                                     |
| 22 september 2020 16.00 (UTC+3) | Estland | 0 – 3   | Rusland                                      | Slokas stadion, Jūrmala ( Letland) Toeschouwers: 0 Scheidsrechter: Simona Ghisletta |
| 22 september 2020 16.00 (UTC+3) |         | Verslag | 23' Jakovleva 76' N. Masjina 90+4' Korovkina | Slokas stadion, Jūrmala ( Letland) Toeschouwers: 0 Scheidsrechter: Simona Ghisletta |

|                               |               |         |          |                                                                      |
| 23 oktober 2020 17.30 (UTC+3) | Rusland       | 1 – 0   | Slovenië | Sapsan Arena, Moskou Toeschouwers: 234 Scheidsrechter: Jana Adámková |
| 23 oktober 2020 17.30 (UTC+3) | Korovkina 74' | Verslag |          | Sapsan Arena, Moskou Toeschouwers: 234 Scheidsrechter: Jana Adámková |

|                               |         |         |               |                                                                                             |
| 23 oktober 2020 19.00 (UTC+3) | Turkije | 0 – 0   | Kosovo        | Arslan Zeki Demirci Spor Kompleksi, Manavgat Toeschouwers: 0 Scheidsrechter: Stacey Pearson |
| 23 oktober 2020 19.00 (UTC+3) |         | Verslag | 17', 35' Syla | Arslan Zeki Demirci Spor Kompleksi, Manavgat Toeschouwers: 0 Scheidsrechter: Stacey Pearson |

|                               |                                                                               |         |         |                                                                   |
| 23 oktober 2020 19.30 (UTC+2) | Nederland                                                                     | 7 – 0   | Estland | Euroborg, Groningen Toeschouwers: 0 Scheidsrechter: Tess Olofsson |
| 23 oktober 2020 19.30 (UTC+2) | Van de Donk 7', 16' Groenen 26', 65' Spitse 38' (pen.) Nouwen 76' Snoeijs 83' | Verslag |         | Euroborg, Groningen Toeschouwers: 0 Scheidsrechter: Tess Olofsson |

|                               |                                                      |         |                        |                                                                              |
| 27 oktober 2020 17.00 (UTC+3) | Rusland                                              | 4 – 2   | Turkije                | Sapsan Arena, Moskou Toeschouwers: 250 Scheidsrechter: Elvira Noermoestafina |
| 27 oktober 2020 17.00 (UTC+3) | Korovkina 13' Tsjernomyrdina 22', 46' N. Masjina 49' | Verslag | 77' Arhan 86' Karagenç | Sapsan Arena, Moskou Toeschouwers: 250 Scheidsrechter: Elvira Noermoestafina |

|                               |        |         |                                                                   |                                                                                   |
| 27 oktober 2020 19.00 (UTC+1) | Kosovo | 0 – 6   | Nederland                                                         | Fadil Vokrristadion, Pristina Toeschouwers: 50 Scheidsrechter: Sandra Braz Bastos |
| 27 oktober 2020 19.00 (UTC+1) |        | Verslag | 11' Van de Donk 31', 44', 90+4' Snoeijs 34' Martens 90+4' Miedema | Fadil Vokrristadion, Pristina Toeschouwers: 50 Scheidsrechter: Sandra Braz Bastos |

|                                |                 |         |                                           |                                                                              |
| 27 november 2020 18.00 (UTC+2) | Estland         | 0 – 4   | Turkije                                   | Sportland Arena, Tallinn Toeschouwers: 127 Scheidsrechter: Volcha Tsjaresjka |
| 27 november 2020 18.00 (UTC+2) | Raadik 33', 88' | Verslag | 29' Türkoğlu 55' Civelek 76' Hız 81' Uraz | Sportland Arena, Tallinn Toeschouwers: 127 Scheidsrechter: Volcha Tsjaresjka |

|                                |                                 |         |        |                                                                                           |
| 27 november 2020 19.00 (UTC+3) | Rusland                         | 3 – 0   | Kosovo | Arslan Zeki Demirci Spor Kompleksi, Manavgat Toeschouwers: 0 Scheidsrechter: Ewa Augustyn |
| 27 november 2020 19.00 (UTC+3) | Fjodorova 6', 12' Abdoellina 9' | Verslag |        | Arslan Zeki Demirci Spor Kompleksi, Manavgat Toeschouwers: 0 Scheidsrechter: Ewa Augustyn |

|                               |           |         |                                  |                                                                                                 |
| 1 december 2020 17.00 (UTC+3) | Turkije   | 1 – 2   | Rusland                          | Arslan Zeki Demirci Spor Kompleksi, Manavgat Toeschouwers: 0 Scheidsrechter: Sandra Braz Bastos |
| 1 december 2020 17.00 (UTC+3) | Arhan 56' | Verslag | 29' Belomyttseva 45+1' Fjodorova | Arslan Zeki Demirci Spor Kompleksi, Manavgat Toeschouwers: 0 Scheidsrechter: Sandra Braz Bastos |

|                               |                           |         |         |                                                                       |
| 1 december 2020 18.00 (UTC+1) | Slovenië                  | 2 – 0   | Estland | Stadion Bonifika, Koper Toeschouwers: 0 Scheidsrechter: Maria Marotta |
| 1 december 2020 18.00 (UTC+1) | Kralj 27' Kork 59' (e.d.) | Verslag |         | Stadion Bonifika, Koper Toeschouwers: 0 Scheidsrechter: Maria Marotta |

|                               |                                                  |         |        |                                                                             |
| 1 december 2020 18.30 (UTC+1) | Nederland                                        | 6 – 0   | Kosovo | Rat Verlegh Stadion, Breda Toeschouwers: 0 Scheidsrechter: Barbara Poxhofer |
| 1 december 2020 18.30 (UTC+1) | Snoeijs 49', 75', 84' Roord 51', 83' Martens 58' | Verslag |        | Rat Verlegh Stadion, Breda Toeschouwers: 0 Scheidsrechter: Barbara Poxhofer |

|                                |         |         |                                                                                            |                                                                       |
| 23 februari 2021 18.00 (UTC+2) | Estland | 0 – 9   | Slovenië                                                                                   | Sportland Arena, Tallinn Toeschouwers: 0 Scheidsrechter: Eszter Urbán |
| 23 februari 2021 18.00 (UTC+2) |         | Verslag | 31' Čonč 44', 54' Zver 60' Milovič 68' (pen.), 81' Prašnikar 70' Klopčič 74', 77' Vindišar | Sportland Arena, Tallinn Toeschouwers: 0 Scheidsrechter: Eszter Urbán |

### Groep B
| Pos | Team                  | Wed | W | G | V  | Ptn | DV | DT | +/− | Kwalificatie |       | Vlag van Denemarken | Vlag van Italië | Vlag van Bosnië en Herzegovina | Vlag van Malta | Vlag van Israël | Vlag van Georgië |
| --- | --------------------- | --- | - | - | -- | --- | -- | -- | --- | ------------ | ----- | ------------------- | --------------- | ------------------------------ | -------------- | --------------- | ---------------- |
| 1   | Denemarken            | 10  | 9 | 1 | 0  | 28  | 48 | 1  | +47 | Eindtoernooi |       |                     | 0 – 0           | 2 – 0                          | 8 – 0          | 4 – 0           | 14 – 0           |
| 2   | Italië                | 10  | 8 | 1 | 1  | 25  | 37 | 5  | +32 | Eindtoernooi |       | 1 – 3               |                 | 2 – 0                          | 5 – 0          | 12 – 0          | 6 – 0            |
| 3   | Bosnië en Herzegovina | 10  | 6 | 0 | 4  | 18  | 19 | 17 | +2  |              |       | 0 – 4               | 0 – 5           |                                | 2 – 0          | 1 – 0           | 7 – 1            |
| 4   | Malta                 | 10  | 3 | 1 | 6  | 10  | 11 | 30 | −19 |              | 0 – 8 | 0 – 2               | 2 – 3           |                                | 1 – 1          | 2 – 1           |                  |
| 5   | Israël                | 10  | 2 | 1 | 7  | 7   | 10 | 30 | −20 |              | 0 – 3 | 2 – 3               | 1 – 3           | 0 – 2                          |                | 4 – 0           |                  |
| 6   | Georgië               | 10  | 0 | 0 | 10 | 0   | 3  | 45 | −42 |              | 0 – 2 | 0 – 1               | 0 – 3           | 0 – 4                          | 1 – 2          |                 |                  |

|                                |                     |         |                                        |                                                                                   |
| 29 augustus 2019 18.30 (UTC+3) | Israël              | 2 – 3   | Italië                                 | Ramat Ganstadion, Ramat Gan Toeschouwers: 1.430 Scheidsrechter: Volcha Tsjaresjka |
| 29 augustus 2019 18.30 (UTC+3) | Goor 32' Awad 90+1' | Verslag | 45+2' Girelli 64' Bartoli 71' Giacinti | Ramat Ganstadion, Ramat Gan Toeschouwers: 1.430 Scheidsrechter: Volcha Tsjaresjka |

|                                |                                                                                         |         |       |                                                                          |
| 29 augustus 2019 18.00 (UTC+2) | Denemarken                                                                              | 8 – 0   | Malta | Viborgstadion, Viborg Toeschouwers: 3.890 Scheidsrechter: Angelika Söder |
| 29 augustus 2019 18.00 (UTC+2) | Troelsgaard 5', 45+2' Harder 19' Sevecke 28' Larsen 58', 90+2' Gejl 75' N. Sørensen 86' | Verslag |       | Viborgstadion, Viborg Toeschouwers: 3.890 Scheidsrechter: Angelika Söder |

|                                | |         |                | |
| 30 augustus 2019 17.00 (UTC+2) | Bosnië en Herzegovina                                                                                | 7 – 1   | Georgië        | Nogometni kamp Reprezentacije BiH, Zenica Toeschouwers: 150 Scheidsrechter: Katarzyna Lisiecka-Sęk |
| 30 augustus 2019 17.00 (UTC+2) | Spasojević 5' Hasanbegović 10' Nikolić 13', 51' (pen.) Hadžić 23' Aleksić 43' (pen.) Krajšumović 80' | Verslag | 90' Tsjeminava | Nogometni kamp Reprezentacije BiH, Zenica Toeschouwers: 150 Scheidsrechter: Katarzyna Lisiecka-Sęk |

|                                |         |         |             |                                                                                 |
| 3 september 2019 16.15 (UTC+4) | Georgië | 0 – 1   | Italië      | Micheil Meschistadion, Tbilisi Toeschouwers: 150 Scheidsrechter: Vivian Peeters |
| 3 september 2019 16.15 (UTC+4) |         | Verslag | 24' Girelli | Micheil Meschistadion, Tbilisi Toeschouwers: 150 Scheidsrechter: Vivian Peeters |

|                                |                       |         |       |                                                                                    |
| 3 september 2019 17.00 (UTC+2) | Bosnië en Herzegovina | 2 – 0   | Malta | Asim Ferhatović Hasestadion, Sarajevo Toeschouwers: 96 Scheidsrechter: Cansu Tryak |
| 3 september 2019 17.00 (UTC+2) | Nikolić 72', 80'      | Verslag |       | Asim Ferhatović Hasestadion, Sarajevo Toeschouwers: 96 Scheidsrechter: Cansu Tryak |

|                                |        |         |                                        |                                                                              |
| 3 september 2019 19.00 (UTC+3) | Israël | 0 – 3   | Denemarken                             | Ramat Ganstadion, Ramat Gan Toeschouwers: 1.070 Scheidsrechter: Sandra Strub |
| 3 september 2019 19.00 (UTC+3) |        | Verslag | 13' (e.d.) Barkai 80' Nadim 84' Harder | Ramat Ganstadion, Ramat Gan Toeschouwers: 1.070 Scheidsrechter: Sandra Strub |

|                              |                                  |         |                       |                                                                            |
| 4 oktober 2019 17.00 (UTC+2) | Denemarken                       | 2 – 0   | Bosnië en Herzegovina | Viborgstadion, Viborg Toeschouwers: 4.552 Scheidsrechter: Monika Mularczyk |
| 4 oktober 2019 17.00 (UTC+2) | St. Pedersen 13' Troelsgaard 68' | Verslag |                       | Viborgstadion, Viborg Toeschouwers: 4.552 Scheidsrechter: Monika Mularczyk |

|                              |       |         |                                  |                                                                               |
| 4 oktober 2019 17.30 (UTC+2) | Malta | 0 – 2   | Italië                           | Centenarystadion, Ta' Qali Toeschouwers: 764 Scheidsrechter: Ivana Projkovska |
| 4 oktober 2019 17.30 (UTC+2) |       | Verslag | 69' Bartoli 90+2' (pen.) Girelli | Centenarystadion, Ta' Qali Toeschouwers: 764 Scheidsrechter: Ivana Projkovska |

|                              |                          |         |                       |                                                                                     |
| 8 oktober 2019 17.30 (UTC+2) | Italië                   | 2 – 0   | Bosnië en Herzegovina | Stadio Renzo Barbera, Palermo Toeschouwers: 5.100 Scheidsrechter: Hristiyana Guteva |
| 8 oktober 2019 17.30 (UTC+2) | Girelli 3' Giugliano 28' | Verslag | 59', 89' Kršo         | Stadio Renzo Barbera, Palermo Toeschouwers: 5.100 Scheidsrechter: Hristiyana Guteva |

|                              |         |         |                          |                                                                               |
| 8 oktober 2019 20.00 (UTC+4) | Georgië | 0 – 2   | Denemarken               | Micheil Meschistadion, Tbilisi Toeschouwers: 287 Scheidsrechter: Reelika Turi |
| 8 oktober 2019 20.00 (UTC+4) |         | Verslag | 14' Gejl 58' N. Sørensen | Micheil Meschistadion, Tbilisi Toeschouwers: 287 Scheidsrechter: Reelika Turi |

|                               |              |         |          |                                                                               |
| 7 november 2019 17.00 (UTC+1) | Malta        | 1 – 1   | Israël   | Centenarystadion, Ta' Qali Toeschouwers: 317 Scheidsrechter: Aleksandra Česen |
| 7 november 2019 17.00 (UTC+1) | Farrugia 37' | Verslag | 63' Beck | Centenarystadion, Ta' Qali Toeschouwers: 317 Scheidsrechter: Aleksandra Česen |

|                               |                                                                   |         |         |                                                                                        |
| 8 november 2019 17.30 (UTC+1) | Italië                                                            | 6 – 0   | Georgië | Stadio Ciro Vigorito, Benevento Toeschouwers: 3.973 Scheidsrechter: Iuliana Demetrescu |
| 8 november 2019 17.30 (UTC+1) | Linari 10' Guagni 25' Girelli 27' Sabatino 32', 45+1' Rosucci 52' | Verslag |         | Stadio Ciro Vigorito, Benevento Toeschouwers: 3.973 Scheidsrechter: Iuliana Demetrescu |

|                                |                                                                   |         |       |                                                                                            |
| 12 november 2019 14.15 (UTC+1) | Italië                                                            | 5 – 0   | Malta | Stadio Teofilo Patini, Castel di Sangro Toeschouwers: 2.955 Scheidsrechter: Eleni Antoniou |
| 12 november 2019 14.15 (UTC+1) | Cernoia 27', 37' Sabatino 42' Giugliano 45', 7', 71' Greggi 90+3' | Verslag |       | Stadio Teofilo Patini, Castel di Sangro Toeschouwers: 2.955 Scheidsrechter: Eleni Antoniou |

|                                |           |         |                                            |                                                                              |
| 12 november 2019 18.00 (UTC+2) | Israël    | 1 – 3   | Bosnië en Herzegovina                      | Sammy Oferstadion, Haifa Toeschouwers: 892 Scheidsrechter: Marta Frías Acedo |
| 12 november 2019 18.00 (UTC+2) | Efraim 3' | Verslag | 28' Krajšumović 37' Spasojević 80' Aleksić | Sammy Oferstadion, Haifa Toeschouwers: 892 Scheidsrechter: Marta Frías Acedo |

|                                | |         |         |                                                                           |
| 12 november 2019 18.00 (UTC+1) | Denemarken | 14 – 0  | Georgië | Viborgstadion, Viborg Toeschouwers: 3.085 Scheidsrechter: Silvia Domingos |
| 12 november 2019 18.00 (UTC+1) | Nadim 4', 26', 36' Larsen 16', 19', 53' N. Sørensen 27', 39' Svava 28' Harder 34', 45', 73' N. Christiansen 82' Madsen 90+1' | Verslag |         | Viborgstadion, Viborg Toeschouwers: 3.085 Scheidsrechter: Silvia Domingos |

|                            |                       |         |        |                                                                                             |
| 5 maart 2020 14.30 (UTC+1) | Bosnië en Herzegovina | 1 – 0   | Israël | Nogometni kamp Reprezentacije BiH, Zenica Toeschouwers: 230 Scheidsrechter: Kateryna Oesova |
| 5 maart 2020 14.30 (UTC+1) | Nikolić 64'           | Verslag |        | Nogometni kamp Reprezentacije BiH, Zenica Toeschouwers: 230 Scheidsrechter: Kateryna Oesova |

|                            |                          |         |               |                                                                                 |
| 5 maart 2020 18.30 (UTC+1) | Malta                    | 2 – 1   | Georgië       | Centenarystadion, Ta' Qali Toeschouwers: 392 Scheidsrechter: Araksja Saribekjan |
| 5 maart 2020 18.30 (UTC+1) | Cuschieri 17' Bugeja 46' | Verslag | 76' Ttsjkonia | Centenarystadion, Ta' Qali Toeschouwers: 392 Scheidsrechter: Araksja Saribekjan |

|                             |                                                                   |         |         |                                                                                     |
| 10 maart 2020 19.00 (UTC+2) | Israël                                                            | 4 – 0   | Georgië | Haberfeld Stadion, Rishon LeZion Toeschouwers: 250 Scheidsrechter: Michalina Diakow |
| 10 maart 2020 19.00 (UTC+2) | Elinav 13' Falkon 62' (pen.) Awad 80' (pen.) Sutidze 90+1' (e.d.) | Verslag |         | Haberfeld Stadion, Rishon LeZion Toeschouwers: 250 Scheidsrechter: Michalina Diakow |

|                             |                             |         |                           |                                                                                 |
| 10 maart 2020 18.30 (UTC+1) | Malta                       | 2 – 3   | Bosnië en Herzegovina     | Centenarystadion, Ta' Qali Toeschouwers: 353 Scheidsrechter: Neslihan Muratdağı |
| 10 maart 2020 18.30 (UTC+1) | E. Xuereb 79' B. Borg 90+5' | Verslag | 10', 26', 54' Krajšumović | Centenarystadion, Ta' Qali Toeschouwers: 353 Scheidsrechter: Neslihan Muratdağı |

|                                 |                       |         |                                                                      |                                                                                  |
| 17 september 2020 16.00 (UTC+2) | Bosnië en Herzegovina | 0 – 4   | Denemarken                                                           | NFSBiH Trening Centar, Zenica Toeschouwers: 0 Scheidsrechter: Sandra Braz Bastos |
| 17 september 2020 16.00 (UTC+2) |                       | Verslag | 38' (pen.) Nadim 44' Troelsgaard 45+3' Sevecke 90+1' N. Christiansen | NFSBiH Trening Centar, Zenica Toeschouwers: 0 Scheidsrechter: Sandra Braz Bastos |

|                                 |                       |         |                                                          |                                                                               |
| 22 september 2020 16.00 (UTC+2) | Bosnië en Herzegovina | 0 – 5   | Italië                                                   | NFSBiH Trening Centar, Zenica Toeschouwers: 0 Scheidsrechter: Silvia Domingos |
| 22 september 2020 16.00 (UTC+2) |                       | Verslag | 19' Galli 40', 56' (pen.), 65' (pen.) Girelli 88' Linari | NFSBiH Trening Centar, Zenica Toeschouwers: 0 Scheidsrechter: Silvia Domingos |

|                                 |       |         |                                                                                      |                                                                                           |
| 22 september 2020 18.30 (UTC+2) | Malta | 0 – 8   | Denemarken                                                                           | Centenarystadion, Ta' Qali Toeschouwers: 0 Scheidsrechter: María Dolores Martínez Madrona |
| 22 september 2020 18.30 (UTC+2) |       | Verslag | 7' Larsen 8', 43' Nadim 47', 74' Troelsgaard 53' Harder 56' Junge Pedersen 68' Bruun | Centenarystadion, Ta' Qali Toeschouwers: 0 Scheidsrechter: María Dolores Martínez Madrona |

|                               |                                                         |         |        |                                                                      |
| 21 oktober 2020 18.00 (UTC+2) | Denemarken                                              | 4 – 0   | Israël | Viborgstadion, Viborg Toeschouwers: 284 Scheidsrechter: Reelika Turi |
| 21 oktober 2020 18.00 (UTC+2) | Harder 48', 55' Kuznetsov 73' (e.d.) Junge Pedersen 81' | Verslag |        | Viborgstadion, Viborg Toeschouwers: 284 Scheidsrechter: Reelika Turi |

|                               |                                    |         |                              |                                                                                   |
| 27 oktober 2020 15.00 (UTC+4) | Georgië                            | 1 – 2   | Israël                       | Micheil Meschistadion, Tbilisi Toeschouwers: 0 Scheidsrechter: Ljoedmyla Telboech |
| 27 oktober 2020 15.00 (UTC+4) | Pasikasjvili 39', 79' Bakradze 70' | Verslag | 10' Hazan 61' Shtainshnaider | Micheil Meschistadion, Tbilisi Toeschouwers: 0 Scheidsrechter: Ljoedmyla Telboech |

|                               |              |         |                                   |                                                                               |
| 27 oktober 2020 17.30 (UTC+1) | Italië       | 1 – 3   | Denemarken                        | Stadio Carlo Castellani, Empoli Toeschouwers: 0 Scheidsrechter: Cheryl Foster |
| 27 oktober 2020 17.30 (UTC+1) | Giacinti 60' | Verslag | 6' (e.d.) Giuliani 17', 47' Nadim | Stadio Carlo Castellani, Empoli Toeschouwers: 0 Scheidsrechter: Cheryl Foster |

|                                |         |         |                                    |                                                                                 |
| 26 november 2020 15.00 (UTC+4) | Georgië | 0 – 4   | Malta                              | Micheil Meschistadion, Tbilisi Toeschouwers: 0 Scheidsrechter: Simona Ghisletta |
| 26 november 2020 15.00 (UTC+4) |         | Verslag | 34', 52' S. Zammit 44', 58' Bugeja | Micheil Meschistadion, Tbilisi Toeschouwers: 0 Scheidsrechter: Simona Ghisletta |

|                               |         |         |                                     |                                                                                      |
| 1 december 2020 15.00 (UTC+4) | Georgië | 0 – 3   | Bosnië en Herzegovina               | Micheil Meschistadion, Tbilisi Toeschouwers: 0 Scheidsrechter: Elvira Noermoestafina |
| 1 december 2020 15.00 (UTC+4) |         | Verslag | 22' Damjanović 64', 77' Krajšumović | Micheil Meschistadion, Tbilisi Toeschouwers: 0 Scheidsrechter: Elvira Noermoestafina |

|                               |                   |         |                        |                                                                               |
| 1 december 2020 16.30 (UTC+2) | Israël            | 0 – 2   | Malta                  | Ramat Ganstadion, Ramat Gan Toeschouwers: 40 Scheidsrechter: Ivana Projkovska |
| 1 december 2020 16.30 (UTC+2) | Kuznenov 31', 52' | Verslag | 15' B. Borg 59' Bugeja | Ramat Ganstadion, Ramat Gan Toeschouwers: 40 Scheidsrechter: Ivana Projkovska |

|                               |            |       |        |                                                                      |
| 1 december 2020 17.15 (UTC+1) | Denemarken | 0 – 0 | Italië | Viborgstadion, Viborg Toeschouwers: 210 Scheidsrechter: Riem Hussein |
| 1 december 2020 17.15 (UTC+1) | Verslag    |       |        | Viborgstadion, Viborg Toeschouwers: 210 Scheidsrechter: Riem Hussein |

|                                | |         |        |                                                                                  |
| 24 februari 2021 17.30 (UTC+1) | Italië | 12 – 0  | Israël | Stadio Artemio Franchi, Florence Toeschouwers: 0 Scheidsrechter: Ivana Martinčić |
| 24 februari 2021 17.30 (UTC+1) | Giacinti 3', 13' Bonansea 5', 81' David 19' (e.d.) Girelli 30' Salvai 44' Rosucci 45+2' (pen.) Sabatino 55' (pen.), 70' Caruso 67' Giugliano 90+1' | Verslag |        | Stadio Artemio Franchi, Florence Toeschouwers: 0 Scheidsrechter: Ivana Martinčić |

### Groep C
| Pos | Team          | Wed | W | G | V | Ptn | DV | DT | +/− | Kwalificatie |        | Vlag van Noorwegen | Vlag van Noord-Ierland | Vlag van Wales | Vlag van Wit-Rusland | Vlag van Faeröer |
| --- | ------------- | --- | - | - | - | --- | -- | -- | --- | ------------ | ------ | ------------------ | ---------------------- | -------------- | -------------------- | ---------------- |
| 1   | Noorwegen     | 6   | 6 | 0 | 0 | 18  | 34 | 1  | +33 | Eindtoernooi |        |                    | 6 – 0                  | 1 – 0          | X                    | X                |
| 2   | Noord-Ierland | 8   | 4 | 2 | 2 | 14  | 17 | 17 | 0   | Play-offs    |        | 0 – 6              |                        | 0 – 0          | 3 – 2                | 5 – 1            |
| 3   | Wales         | 8   | 4 | 2 | 2 | 14  | 16 | 4  | +12 |              |        | 0 – 1              | 2 – 2                  |                | 3 – 0                | 4 – 0            |
| 4   | Wit-Rusland   | 7   | 2 | 0 | 5 | 6   | 11 | 15 | −4  |              | 1 – 7  | 0 – 1              | 0 – 1                  |                | 6 – 0                |                  |
| 5   | Faeröer       | 7   | 0 | 0 | 7 | 0   | 1  | 42 | −41 |              | 0 – 13 | 0 – 6              | 0 – 6                  | 0 – 2          |                      |                  |

1. 1 2  Gerangschikt op head-to-head uitdoelpunten: Noord-Ierland 2; Wales 0.

|                                |         |         |                                                                    |                                                                       |
| 29 augustus 2019 17.00 (UTC+1) | Faeröer | 0 – 6   | Wales                                                              | Tórsvøllur, Tórshavn Toeschouwers: 733 Scheidsrechter: Ivana Pejković |
| 29 augustus 2019 17.00 (UTC+1) |         | Verslag | 4', 58' (pen.), 79' Harding 6' Jones 67' (e.d.) Arge 90+3' Roberts | Tórsvøllur, Tórshavn Toeschouwers: 733 Scheidsrechter: Ivana Pejković |

|                                |               |         |                                                           |                                                                               |
| 30 augustus 2019 19.45 (UTC+1) | Noord-Ierland | 0 – 6   | Noorwegen                                                 | Seaviewstadion, Belfast Toeschouwers: 1.046 Scheidsrechter: Veronika Kovářová |
| 30 augustus 2019 19.45 (UTC+1) |               | Verslag | 4' Reiten 16', 63', 72' Caroline Hansen 82', 90' Eikeland | Seaviewstadion, Belfast Toeschouwers: 1.046 Scheidsrechter: Veronika Kovářová |

|                                |                                                                       |         |         |                                                                                 |
| 3 september 2019 20.00 (UTC+3) | Wit-Rusland                                                           | 6 – 0   | Faeröer | Haradskistadion, Borisov Toeschouwers: 2.350 Scheidsrechter: Jelena Jermolajeva |
| 3 september 2019 20.00 (UTC+3) | Olchovik 6', 74' Sjtsjerbatsjenia 24', 54' Charlanova 77' (pen.), 82' | Verslag |         | Haradskistadion, Borisov Toeschouwers: 2.350 Scheidsrechter: Jelena Jermolajeva |

|                                |                        |         |                         |                                                                           |
| 3 september 2019 19.05 (UTC+1) | Wales                  | 2 – 2   | Noord-Ierland           | Rodney Parade, Newport Toeschouwers: 1.676 Scheidsrechter: Acevedo Dudley |
| 3 september 2019 19.05 (UTC+1) | James 22' K. Green 69' | Verslag | 11' Magill 90+4' Hutton | Rodney Parade, Newport Toeschouwers: 1.676 Scheidsrechter: Acevedo Dudley |

|                              |                      |         |                                                                           |                                                                             |
| 4 oktober 2019 18.45 (UTC+3) | Wit-Rusland          | 1 – 7   | Noorwegen                                                                 | Haradskistadion, Borisov Toeschouwers: 500 Scheidsrechter: Simona Ghisletta |
| 4 oktober 2019 18.45 (UTC+3) | Sjtsjerbatsjenia 18' | Verslag | 36', 40' Herlovsen 45' Thorisdottir 60' Reiten 71', 89' Hansen 87' Utland | Haradskistadion, Borisov Toeschouwers: 500 Scheidsrechter: Simona Ghisletta |

|                              |         |         | |                                                                      |
| 8 oktober 2019 17.00 (UTC+1) | Faeröer | 0 – 13  | Noorwegen | Tórsvøllur, Tórshavn Toeschouwers: 361 Scheidsrechter: Galiya Echeva |
| 8 oktober 2019 17.00 (UTC+1) |         | Verslag | 8' Utland 23' (pen.), 40', 52' Caroline Hansen 36' Eikeland 53', 66', 77' Herlovsen 60' Sævik 63', 76' Engen 65' Maanum 87' Thorsnes | Tórsvøllur, Tórshavn Toeschouwers: 361 Scheidsrechter: Galiya Echeva |

|                              |             |         |          |                                                                          |
| 8 oktober 2019 19.00 (UTC+3) | Wit-Rusland | 0 – 1   | Wales    | Haradskistadion, Borisov Toeschouwers: 300 Scheidsrechter: Tanja Subotič |
| 8 oktober 2019 19.00 (UTC+3) |             | Verslag | 82' Rowe | Haradskistadion, Borisov Toeschouwers: 300 Scheidsrechter: Tanja Subotič |

|                               |                                                                |         |               |                                                                             |
| 8 november 2019 18.00 (UTC+1) | Noorwegen                                                      | 6 – 0   | Noord-Ierland | Vikingstadion, Stavanger Toeschouwers: 6.709 Scheidsrechter: Meliz Özçiğdem |
| 8 november 2019 18.00 (UTC+1) | Utland 3', 12' Reiten 51' Engen 53' Caroline Hansen 70', 90+2' | Verslag |               | Vikingstadion, Stavanger Toeschouwers: 6.709 Scheidsrechter: Meliz Özçiğdem |

|                              |               |       |       |                                                                             |
| 12 november 2019 19.45 (UTC) | Noord-Ierland | 0 – 0 | Wales | Seaviewstadion, Belfast Toeschouwers: 1.177 Scheidsrechter: Karoline Wacker |
| 12 november 2019 19.45 (UTC) | Verslag       |       |       | Seaviewstadion, Belfast Toeschouwers: 1.177 Scheidsrechter: Karoline Wacker |

|                                 |         |         |                                                            |                                                                           |
| 18 september 2020 17.00 (UTC+1) | Faeröer | 0 – 6   | Noord-Ierland                                              | Tórsvøllur, Tórshavn Toeschouwers: 0 Scheidsrechter: Graziella Pirriatore |
| 18 september 2020 17.00 (UTC+1) |         | Verslag | 20' Furness 24', 90' Magill 28', 57' Wade 39' K. McGuiness | Tórsvøllur, Tórshavn Toeschouwers: 0 Scheidsrechter: Graziella Pirriatore |

|                                 |         |         |                             |                                                                       |
| 22 september 2020 17.00 (UTC+1) | Faeröer | 0 – 2   | Wit-Rusland                 | Tórsvøllur, Tórshavn Toeschouwers: 0 Scheidsrechter: Abigail Marriott |
| 22 september 2020 17.00 (UTC+1) |         | Verslag | 56' Sjlapakova 79' Olchovik | Tórsvøllur, Tórshavn Toeschouwers: 0 Scheidsrechter: Abigail Marriott |

|                                 |            |         |       |                                                                       |
| 22 september 2020 18.00 (UTC+2) | Noorwegen  | 1 – 0   | Wales | Ullevaalstadion, Oslo Toeschouwers: 0 Scheidsrechter: Petra Pavliková |
| 22 september 2020 18.00 (UTC+2) | Reiten 30' | Verslag |       | Ullevaalstadion, Oslo Toeschouwers: 0 Scheidsrechter: Petra Pavliková |

|                               |                                       |         |         |                                                                          |
| 22 oktober 2020 16.30 (UTC+1) | Wales                                 | 4 – 0   | Faeröer | Rodney Parade, Newport Toeschouwers: 0 Scheidsrechter: Bríet Bragadóttir |
| 22 oktober 2020 16.30 (UTC+1) | Ward 33' Harding 58', 61' Woodham 67' | Verslag |         | Rodney Parade, Newport Toeschouwers: 0 Scheidsrechter: Bríet Bragadóttir |

|                             |       |         |            |                                                                                 |
| 27 oktober 2020 16.30 (UTC) | Wales | 0 – 1   | Noorwegen  | Cardiff City Stadium, Cardiff Toeschouwers: 0 Scheidsrechter: Marta Frías Acedo |
| 27 oktober 2020 16.30 (UTC) |       | Verslag | 61' Maanum | Cardiff City Stadium, Cardiff Toeschouwers: 0 Scheidsrechter: Marta Frías Acedo |

|                               |             |         |                          |                                                                                 |
| 27 oktober 2020 19.00 (UTC+2) | Wit-Rusland | 0 – 1   | Noord-Ierland            | Dinamostadion, Minsk Toeschouwers: 362 Scheidsrechter: Zulema González González |
| 27 oktober 2020 19.00 (UTC+2) |             | Verslag | 27' J. Burns 42' Furness | Dinamostadion, Minsk Toeschouwers: 362 Scheidsrechter: Zulema González González |

|                              |                                                          |         |                           |                                                                         |
| 27 november 2020 19.00 (UTC) | Noord-Ierland                                            | 3 – 2   | Wit-Rusland               | Seaviewstadion, Belfast Toeschouwers: 0 Scheidsrechter: Silvia Domingos |
| 27 november 2020 19.00 (UTC) | McGuinness 2' Furness 61' (pen.) Voskobovitsj 70' (e.d.) | Verslag | 16', 67' Sjtsjerbatsjenia | Seaviewstadion, Belfast Toeschouwers: 0 Scheidsrechter: Silvia Domingos |

|                             |                                                                                  |         |                  |                                                                           |
| 1 december 2020 19.00 (UTC) | Noord-Ierland                                                                    | 5 – 1   | Faeröer          | Seaviewstadion, Belfast Toeschouwers: 0 Scheidsrechter: Hristiyana Guteva |
| 1 december 2020 19.00 (UTC) | Furness 6' K. McGuinness 27' McCarron 56' C. McGuinness 77' Langgaard 88' (e.d.) | Verslag | 4' Tórolvsdóttir | Seaviewstadion, Belfast Toeschouwers: 0 Scheidsrechter: Hristiyana Guteva |

|                             |                                          |         |             |                                                                            |
| 1 december 2020 19.10 (UTC) | Wales                                    | 3 – 0   | Wit-Rusland | Rodney Parade, Newport Toeschouwers: 0 Scheidsrechter: Désirée Grundbacher |
| 1 december 2020 19.10 (UTC) | Harding 15' Rowe 34' Fishlock 72' (pen.) | Verslag |             | Rodney Parade, Newport Toeschouwers: 0 Scheidsrechter: Désirée Grundbacher |

|               |           |  |             |  |
| Niet gespeeld | Noorwegen |  | Wit-Rusland |  |
| Niet gespeeld | Verslag   |  |             |  |

|               |           |  |         |  |
| Niet gespeeld | Noorwegen |  | Faeröer |  |
| Niet gespeeld | Verslag   |  |         |  |

### Groep D
| Pos | Team         | Wed | W | G | V | Ptn | DV | DT | +/− | Kwalificatie |        | Vlag van Spanje | Vlag van Tsjechië | Vlag van Polen | Vlag van Azerbeidzjan | Vlag van Moldavië |
| --- | ------------ | --- | - | - | - | --- | -- | -- | --- | ------------ | ------ | --------------- | ----------------- | -------------- | --------------------- | ----------------- |
| 1   | Spanje       | 8   | 7 | 1 | 0 | 22  | 48 | 1  | +47 | Eindtoernooi |        |                 | 4 – 0             | 3 – 0          | 4 – 0                 | 10 – 0            |
| 2   | Tsjechië     | 8   | 5 | 1 | 2 | 16  | 24 | 9  | +15 | Play-offs    |        | 1 – 5           |                   | 0 – 0          | 3 – 0                 | 7 – 0             |
| 3   | Polen        | 8   | 4 | 2 | 2 | 14  | 16 | 5  | +11 |              |        | 0 – 0           | 0 – 2             |                | 3 – 0                 | 5 – 0             |
| 4   | Azerbeidzjan | 8   | 1 | 0 | 7 | 3   | 2  | 35 | −33 |              | 0 – 13 | 0 – 4           | 0 – 5             |                | 1 – 0                 |                   |
| 5   | Moldavië     | 8   | 1 | 0 | 7 | 3   | 3  | 43 | −40 |              | 0 – 9  | 0 – 7           | 0 – 3             | 3 – 1          |                       |                   |

1. 1 2  Gerangschikt op onderling doelsaldo: Moldavië +1, Azerbeidzjan -1.

|                                |          |         |                                                                                                  |                                                                               |
| 30 augustus 2019 19.00 (UTC+3) | Moldavië | 0 – 7   | Tsjechië                                                                                         | Stadionul Zimbru, Chisinau Toeschouwers: 370 Scheidsrechter: Jelena Cvetković |
| 30 augustus 2019 19.00 (UTC+3) |          | Verslag | 28' (pen.), 38' Svitková 41' Bertholdová 49' L. Martínková 53' Cahynová 73' Stašková 85' Voňková | Stadionul Zimbru, Chisinau Toeschouwers: 370 Scheidsrechter: Jelena Cvetković |

|                              |                                           |         |              |                                                                                         |
| 4 oktober 2019 21.30 (UTC+2) | Spanje                                    | 4 – 0   | Azerbeidzjan | Estadio Municipal de Riazor, La Coruña Toeschouwers: 10.444 Scheidsrechter: Paula Brady |
| 4 oktober 2019 21.30 (UTC+2) | Guijarro 8' Virginia 26' Bonmatí 54', 76' | Verslag |              | Estadio Municipal de Riazor, La Coruña Toeschouwers: 10.444 Scheidsrechter: Paula Brady |

|                              |             |         |                                                                      |                                                                  |
| 8 oktober 2019 19.00 (UTC+2) | Tsjechië    | 1 – 5   | Spanje                                                               | Ďolíček, Praag Toeschouwers: 1.895 Scheidsrechter: Tess Olofsson |
| 8 oktober 2019 19.00 (UTC+2) | Voňková 89' | Verslag | 7' (e.d.) Sedláčková 11' Mariona 23' Bonmatí 35' Paredes 79' Hermoso | Ďolíček, Praag Toeschouwers: 1.895 Scheidsrechter: Tess Olofsson |

|                               |              |         |                                                                |                                                                     |
| 7 november 2019 19.00 (UTC+4) | Azerbeidzjan | 0 – 4   | Tsjechië                                                       | Bayilstadion, Bakoe Toeschouwers: 550 Scheidsrechter: Maria Marotta |
| 7 november 2019 19.00 (UTC+4) |              | Verslag | 36', 69' Voňková 60' Stašková 73' Dubcová 80', 85' Bertholdová | Bayilstadion, Bakoe Toeschouwers: 550 Scheidsrechter: Maria Marotta |

|                                |                                                                        |         |                                                         |                                                                              |
| 10 november 2019 16.00 (UTC+2) | Moldavië                                                               | 3 – 1   | Azerbeidzjan                                            | Stadionul Zimbru, Chisinau Toeschouwers: 1.195 Scheidsrechter: Katalin Sipos |
| 10 november 2019 16.00 (UTC+2) | Țabur 24' Prisăcari 38' Munteanu 50' (pen.), 62' (pen.) Topal 50', 77' | Verslag | 39' Dorofeeva 34', 74' Seyfatdinova 58', 90+1' Hajiyeva | Stadionul Zimbru, Chisinau Toeschouwers: 1.195 Scheidsrechter: Katalin Sipos |

|                                |         |       |        |                                                                        |
| 12 november 2019 18.00 (UTC+1) | Polen   | 0 – 0 | Spanje | Arena Lublin, Lublin Toeschouwers: 7.528 Scheidsrechter: Frida Nielsen |
| 12 november 2019 18.00 (UTC+1) | Verslag |       |        | Arena Lublin, Lublin Toeschouwers: 7.528 Scheidsrechter: Frida Nielsen |

|                            |                                                |         |            |                                                                                  |
| 7 maart 2020 18.00 (UTC+1) | Polen                                          | 5 – 0   | Moldavië   | Stadion Polonii, Warschau Toeschouwers: 2.326 Scheidsrechter: Lizzy van der Helm |
| 7 maart 2020 18.00 (UTC+1) | Sikora 9' Pajor 27', 34', 86' Daleszczyk 45+2' | Verslag | 45+1' Toma | Stadion Polonii, Warschau Toeschouwers: 2.326 Scheidsrechter: Lizzy van der Helm |

|                             |              |         |                                                   |                                                                         |
| 11 maart 2020 18.00 (UTC+4) | Azerbeidzjan | 0 – 5   | Polen                                             | Shafastadion, Bakoe Toeschouwers: 97 Scheidsrechter: Cristina Trandafir |
| 11 maart 2020 18.00 (UTC+4) |              | Verslag | 19', 90+1' Pajor 44', 90+3' Sikora 90' Tarczyńska | Shafastadion, Bakoe Toeschouwers: 97 Scheidsrechter: Cristina Trandafir |

|                                 |          |       |       |                                                                        |
| 18 september 2020 18.15 (UTC+2) | Tsjechië | 0 – 0 | Polen | Letní stadion, Chomutov Toeschouwers: 0 Scheidsrechter: Shona Shukrula |
| 18 september 2020 18.15 (UTC+2) | Verslag  |       |       | Letní stadion, Chomutov Toeschouwers: 0 Scheidsrechter: Shona Shukrula |

|                                 |          |         | |                                                                            |
| 19 september 2020 20.00 (UTC+3) | Moldavië | 0 – 9   | Spanje | Stadionul Zimbru, Chisinau Toeschouwers: 0 Scheidsrechter: Jelena Pejković |
| 19 september 2020 20.00 (UTC+3) |          | Verslag | 7', 39' L. García 10' (e.d.) Sivolobova 28', 54', 82' (pen.) Mariona 36' Hermoso 41' Redondo 77' Guijarro | Stadionul Zimbru, Chisinau Toeschouwers: 0 Scheidsrechter: Jelena Pejković |

|                                 |       |         |                             |                                                                                   |
| 22 september 2020 18.00 (UTC+2) | Polen | 0 – 2   | Tsjechië                    | Stadion Miejski, Bielsko-Biała Toeschouwers: 0 Scheidsrechter: Iuliana Demetrescu |
| 22 september 2020 18.00 (UTC+2) |       | Verslag | 29' Stašková 71' K. Dubcová | Stadion Miejski, Bielsko-Biała Toeschouwers: 0 Scheidsrechter: Iuliana Demetrescu |

|                               |                                  |         |              |                                                                         |
| 23 oktober 2020 17.00 (UTC+2) | Polen                            | 3 – 0   | Azerbeidzjan | Stadion Polonii, Warschau Toeschouwers: 0 Scheidsrechter: Tanja Subotič |
| 23 oktober 2020 17.00 (UTC+2) | Mesjasz 41' Zawistowska 47', 65' | Verslag |              | Stadion Polonii, Warschau Toeschouwers: 0 Scheidsrechter: Tanja Subotič |

|                               |                                               |         |          |                                                                               |
| 23 oktober 2020 21.00 (UTC+2) | Spanje                                        | 4 – 0   | Tsjechië | Estadio de La Cartuja, Sevilla Toeschouwers: 432 Scheidsrechter: Sara Persson |
| 23 oktober 2020 21.00 (UTC+2) | Esther 1' Guijarro 25' Bonmatí 34' Alèxia 53' | Verslag |          | Estadio de La Cartuja, Sevilla Toeschouwers: 432 Scheidsrechter: Sara Persson |

|                               |          |         |                                             |                                                                             |
| 27 oktober 2020 15.00 (UTC+2) | Moldavië | 0 – 3   | Polen                                       | Stadionul Zimbru, Chisinau Toeschouwers: 0 Scheidsrechter: Ivana Projkovska |
| 27 oktober 2020 15.00 (UTC+2) |          | Verslag | 16' Dudek 40' (pen.) Achcińska 71' Kopińska | Stadionul Zimbru, Chisinau Toeschouwers: 0 Scheidsrechter: Ivana Projkovska |

|                               |                                                |         |              |                                                                      |
| 27 oktober 2020 17.00 (UTC+1) | Tsjechië                                       | 3 – 0   | Azerbeidzjan | Letní stadion, Chomutov Toeschouwers: 0 Scheidsrechter: Eszter Urbán |
| 27 oktober 2020 17.00 (UTC+1) | Cahynová 27' Krejčiříková 52' Szewieczková 64' | Verslag |              | Letní stadion, Chomutov Toeschouwers: 0 Scheidsrechter: Eszter Urbán |

|                                | |         |          |                                                                                          |
| 27 november 2020 21.00 (UTC+1) | Spanje | 10 – 0  | Moldavië | La Ciudad del Fútbol, Las Rozas de Madrid Toeschouwers: 0 Scheidsrechter: Shona Shukrula |
| 27 november 2020 21.00 (UTC+1) | Bonmatí 7', 30' Hermoso 13', 25', 87' (pen.) Mariona 28' (pen.) Prisăcari 45+2' (e.d.) Alèxia 57' Guijarro 71' E. Navarro 84' | Verslag |          | La Ciudad del Fútbol, Las Rozas de Madrid Toeschouwers: 0 Scheidsrechter: Shona Shukrula |

|                               |                                                                                        |         |          |                                                                            |
| 1 december 2020 15.00 (UTC+1) | Tsjechië                                                                               | 7 – 0   | Moldavië | Letní stadion, Chomutov Toeschouwers: 0 Scheidsrechter: Florence Guillemin |
| 1 december 2020 15.00 (UTC+1) | Stašková 14', 54' Cahynová 17' Petříková 26' Svitková 36' K. Dubcová 43' Mrázová 90+3' | Verslag |          | Letní stadion, Chomutov Toeschouwers: 0 Scheidsrechter: Florence Guillemin |

|                                |              |         | |                                                                   |
| 18 februari 2021 20.00 (UTC+3) | Azerbeidzjan | 0 – 13  | Spanje | Shafastadion, Bakoe Toeschouwers: 0 Scheidsrechter: Maria Marotta |
| 18 februari 2021 20.00 (UTC+3) |              | Verslag | 21', 24', 30', 31', 87' Esther 33', 43', 67', 82', 90+3' Hermoso 57' Mariona 75' E. Navarro 84' Eizagirre | Shafastadion, Bakoe Toeschouwers: 0 Scheidsrechter: Maria Marotta |

|                                |                |         |          |                                                                        |
| 23 februari 2021 18:00 (UTC+3) | Azerbeidzjan   | 1 – 0   | Moldavië | Shafastadion, Bakoe Toeschouwers: 0 Scheidsrechter: Iuliana Demetrescu |
| 23 februari 2021 18:00 (UTC+3) | A. Aliyeva 46' | Verslag |          | Shafastadion, Bakoe Toeschouwers: 0 Scheidsrechter: Iuliana Demetrescu |

|                                |                               |         |       |                                                                                                   |
| 23 februari 2021 19.00 (UTC+1) | Spanje                        | 3 – 0   | Polen | La Ciudad del Fútbol, Las Rozas de Madrid Toeschouwers: 0 Scheidsrechter: Anastasia Poestovojtova |
| 23 februari 2021 19.00 (UTC+1) | Esther 24', 69' Mapi León 87' | Verslag |       | La Ciudad del Fútbol, Las Rozas de Madrid Toeschouwers: 0 Scheidsrechter: Anastasia Poestovojtova |

### Groep E
| Pos | Team      | Wed | W | G | V | Ptn | DV | DT | +/− | Kwalificatie |       | Vlag van Finland | Vlag van Portugal | Vlag van Schotland | Vlag van Albanië | Vlag van Cyprus |
| --- | --------- | --- | - | - | - | --- | -- | -- | --- | ------------ | ----- | ---------------- | ----------------- | ------------------ | ---------------- | --------------- |
| 1   | Finland   | 8   | 7 | 1 | 0 | 22  | 24 | 2  | +22 | Eindtoernooi |       |                  | 1 – 0             | 1 – 0              | 8 – 1            | 4 – 0           |
| 2   | Portugal  | 8   | 6 | 1 | 1 | 19  | 10 | 2  | +8  | Play-offs    |       | 1 – 1            |                   | 1 – 0              | 1 – 0            | 1 – 0           |
| 3   | Schotland | 8   | 4 | 0 | 4 | 12  | 26 | 5  | +21 |              |       | 0 – 1            | 0 – 2             |                    | 3 – 0            | 8 – 0           |
| 4   | Albanië   | 8   | 2 | 0 | 6 | 6   | 7  | 21 | −14 |              | 0 – 3 | 0 – 1            | 0 – 5             |                    | 4 – 0            |                 |
| 5   | Cyprus    | 8   | 0 | 0 | 8 | 0   | 0  | 37 | −37 |              | 0 – 5 | 0 – 3            | 0 – 10            | 0 – 2              |                  |                 |

|                                |                                                                  |         |        |                                                                              |
| 30 augustus 2019 20.35 (UTC+1) | Schotland                                                        | 8 – 0   | Cyprus | Easter Road, Edinburgh Toeschouwers: 6.206 Scheidsrechter: Maria Sole Caputi |
| 30 augustus 2019 20.35 (UTC+1) | Emslie 11' Little 20', 40', 61', 83', 88' J. Ross 52' Weir 90+1' | Verslag |        | Easter Road, Edinburgh Toeschouwers: 6.206 Scheidsrechter: Maria Sole Caputi |

|                                |         |         |                                 |                                                                             |
| 2 september 2019 17.00 (UTC+2) | Albanië | 0 – 3   | Finland                         | Elbasan Arena, Elbasan Toeschouwers: 100 Scheidsrechter: Roezanna Petrosjan |
| 2 september 2019 17.00 (UTC+2) |         | Verslag | 10', 38' Sällström 26' Kollanen | Elbasan Arena, Elbasan Toeschouwers: 100 Scheidsrechter: Roezanna Petrosjan |

|                              |         |         |              |                                                                               |
| 4 oktober 2019 18.00 (UTC+2) | Albanië | 0 – 1   | Portugal     | Elbasan Arena, Elbasan Toeschouwers: 1.000 Scheidsrechter: Roezanna Petrosjan |
| 4 oktober 2019 18.00 (UTC+2) |         | Verslag | 16' J. Silva | Elbasan Arena, Elbasan Toeschouwers: 1.000 Scheidsrechter: Roezanna Petrosjan |

|                              |                                                                                |         |                   |                                                                            |
| 8 oktober 2019 18.00 (UTC+3) | Finland                                                                        | 8 – 1   | Albanië           | Hietalahtistadion, Vaasa Toeschouwers: 2.702 Scheidsrechter: Katalin Sipos |
| 8 oktober 2019 18.00 (UTC+3) | Westerlund 2' Kollanen 9' Franssi 17' Öling 19' Sällström 35', 75', 89', 90+4' | Verslag | 77' (e.d.) Kuikka | Hietalahtistadion, Vaasa Toeschouwers: 2.702 Scheidsrechter: Katalin Sipos |

|                               |                                                    |         |        |                                                                                 |
| 7 november 2019 17.00 (UTC+2) | Finland                                            | 4 – 0   | Cyprus | Telia 5G -areena, Helsinki Toeschouwers: 1.857 Scheidsrechter: Zuzana Valentová |
| 7 november 2019 17.00 (UTC+2) | Sällström 36' Alanen 45+1' Kuikka 59' Koivisto 79' | Verslag |        | Telia 5G -areena, Helsinki Toeschouwers: 1.857 Scheidsrechter: Zuzana Valentová |

|                               |         |         |                                                            |                                                                       |
| 8 november 2019 18.10 (UTC+1) | Albanië | 0 – 5   | Schotland                                                  | Elbasan Arena, Elbasan Toeschouwers: 50 Scheidsrechter: Emilie Dokset |
| 8 november 2019 18.10 (UTC+1) |         | Verslag | 15' Emslie 24' J. Ross 59' Cuthbert 64' Godfrey 77' Murray | Elbasan Arena, Elbasan Toeschouwers: 50 Scheidsrechter: Emilie Dokset |

|                              |                 |         |               |                                                                                             |
| 12 november 2019 19.30 (UTC) | Portugal        | 1 – 1   | Finland       | Estádio Municipal, Vila Nova de Famalicão Toeschouwers: 1.186 Scheidsrechter: Cheryl Foster |
| 12 november 2019 19.30 (UTC) | Neto 32' (pen.) | Verslag | 90' Sällström | Estádio Municipal, Vila Nova de Famalicão Toeschouwers: 1.186 Scheidsrechter: Cheryl Foster |

|                             |        |         |                              |                                                                                 |
| 11 maart 2020 15.00 (UTC+2) | Cyprus | 0 – 2   | Albanië                      | Ammochostosstadion, Larnaca Toeschouwers: 70 Scheidsrechter: Jelena Jermolajeva |
| 11 maart 2020 15.00 (UTC+2) |        | Verslag | 33' (pen.) Doçi 65' Bajramaj | Ammochostosstadion, Larnaca Toeschouwers: 70 Scheidsrechter: Jelena Jermolajeva |

|                               |                  |         |                                     |                                                                       |
| 23 oktober 2020 19.00 (UTC+3) | Cyprus           | 0 – 3   | Portugal                            | GSZ-stadion, Larnaca Toeschouwers: 0 Scheidsrechter: Michalina Diakow |
| 23 oktober 2020 19.00 (UTC+3) | Ioannou 36', 39' | Verslag | 19' Neto 56' Di. Silva 90+1' Capeta | GSZ-stadion, Larnaca Toeschouwers: 0 Scheidsrechter: Michalina Diakow |

|                             |                                                    |         |         |                                                                                   |
| 23 oktober 2020 19.30 (UTC) | Schotland                                          | 3 – 0   | Albanië | Tynecastle Park, Edinburgh Toeschouwers: 127 Scheidsrechter: Graziella Pirriatore |
| 23 oktober 2020 19.30 (UTC) | Corsie 37' Bajraktari 76' (e.d.) Weir 90+3' (pen.) | Verslag |         | Tynecastle Park, Edinburgh Toeschouwers: 127 Scheidsrechter: Graziella Pirriatore |

|                               |              |         |           |                                                                         |
| 27 oktober 2020 18.15 (UTC+2) | Finland      | 1 – 0   | Schotland | Bolt Arena, Helsinki Toeschouwers: 1.500 Scheidsrechter: Esther Staubli |
| 27 oktober 2020 18.15 (UTC+2) | Summanen 49' | Verslag |           | Bolt Arena, Helsinki Toeschouwers: 1.500 Scheidsrechter: Esther Staubli |

|                             |                            |         |        |                                                                                          |
| 27 oktober 2020 18.00 (UTC) | Portugal                   | 1 – 0   | Cyprus | Estádio António Coimbra da Mota, Estoril Toeschouwers: 0 Scheidsrechter: Henrikke Nervik |
| 27 oktober 2020 18.00 (UTC) | C. Charalambous 61' (e.d.) | Verslag |        | Estádio António Coimbra da Mota, Estoril Toeschouwers: 0 Scheidsrechter: Henrikke Nervik |

|                                |                                                     |         |        |                                                                              |
| 27 november 2020 14.00 (UTC+1) | Albanië                                             | 4 – 0   | Cyprus | Loro Boriçistadion, Shkodër Toeschouwers: 0 Scheidsrechter: Jelena Cvetković |
| 27 november 2020 14.00 (UTC+1) | Jashari 18' Doci 80' (pen.) Gjini 87' Maksuti 90+2' | Verslag |        | Loro Boriçistadion, Shkodër Toeschouwers: 0 Scheidsrechter: Jelena Cvetković |

|                              |            |         |           |                                                                              |
| 27 november 2020 19.00 (UTC) | Portugal   | 1 – 0   | Schotland | Estádio do Restelo, Lissabon Toeschouwers: 0 Scheidsrechter: Ivana Martinčić |
| 27 november 2020 19.00 (UTC) | Borges 69' | Verslag |           | Estádio do Restelo, Lissabon Toeschouwers: 0 Scheidsrechter: Ivana Martinčić |

|                             |            |         |         |                                                                            |
| 1 december 2020 17.45 (UTC) | Portugal   | 1 – 0   | Albanië | Estádio do Restelo, Lissabon Toeschouwers: 0 Scheidsrechter: Olga Zadinová |
| 1 december 2020 17.45 (UTC) | Capeta 57' | Verslag |         | Estádio do Restelo, Lissabon Toeschouwers: 0 Scheidsrechter: Olga Zadinová |

|                             |           |         |                |                                                                          |
| 1 december 2020 19.30 (UTC) | Schotland | 0 – 1   | Finland        | Easter Road, Edinburgh Toeschouwers: 189 Scheidsrechter: Katalin Kulcsár |
| 1 december 2020 19.30 (UTC) |           | Verslag | 90+5' Rantanen | Easter Road, Edinburgh Toeschouwers: 189 Scheidsrechter: Katalin Kulcsár |

|                                |        |         |                                                                                            |                                                                   |
| 19 februari 2021 15.00 (UTC+2) | Cyprus | 0 – 10  | Schotland                                                                                  | GSZ-stadion, Larnaca Toeschouwers: 0 Scheidsrechter: Riem Hussein |
| 19 februari 2021 15.00 (UTC+2) |        | Verslag | 11', 35', 57' Arnot 23', 71' Thomas 26' Weir 29' Hanson 65' Emslie 70' (pen.), 74' J. Ross | GSZ-stadion, Larnaca Toeschouwers: 0 Scheidsrechter: Riem Hussein |

|                                |                 |         |          |                                                                       |
| 19 februari 2021 18.15 (UTC+2) | Finland         | 1 – 0   | Portugal | Bolt Arena, Helsinki Toeschouwers: 0 Scheidsrechter: Kateryna Monzoel |
| 19 februari 2021 18.15 (UTC+2) | Sällström 90+3' | Verslag |          | Bolt Arena, Helsinki Toeschouwers: 0 Scheidsrechter: Kateryna Monzoel |

|                                |           |         |                           |                                                                                   |
| 23 februari 2021 17.10 (UTC+2) | Schotland | 0 – 2   | Portugal                  | Antonis Papadopoulosstadion, Larnaca Toeschouwers: 0 Scheidsrechter: Sara Persson |
| 23 februari 2021 17.10 (UTC+2) |           | Verslag | 27' Capeta 90+2' F. Pinto | Antonis Papadopoulosstadion, Larnaca Toeschouwers: 0 Scheidsrechter: Sara Persson |

|                                |        |         |                                                             |                                                                    |
| 23 februari 2021 19.00 (UTC+2) | Cyprus | 0 – 5   | Finland                                                     | GSZ-stadion, Larnaca Toeschouwers: 0 Scheidsrechter: Rebecca Welch |
| 23 februari 2021 19.00 (UTC+2) |        | Verslag | 4' Koivisto 6' Sällström 12' Engman 31' Collin 90+3' Kemppi | GSZ-stadion, Larnaca Toeschouwers: 0 Scheidsrechter: Rebecca Welch |

### Groep F
| Pos | Team      | Wed | W | G | V | Ptn | DV | DT | +/− | Kwalificatie |       | Vlag van Zweden | Vlag van IJsland | Vlag van Slowakije | Vlag van Hongarije | Vlag van Letland |
| --- | --------- | --- | - | - | - | --- | -- | -- | --- | ------------ | ----- | --------------- | ---------------- | ------------------ | ------------------ | ---------------- |
| 1   | Zweden    | 8   | 7 | 1 | 0 | 22  | 40 | 2  | +38 | Eindtoernooi |       |                 | 2 – 0            | 7 – 0              | 8 – 0              | 7 – 0            |
| 2   | IJsland   | 8   | 6 | 1 | 1 | 19  | 25 | 5  | +20 | Eindtoernooi |       | 1 – 1           |                  | 1 – 0              | 4 – 1              | 9 – 0            |
| 3   | Slowakije | 8   | 3 | 1 | 4 | 10  | 7  | 19 | −12 |              |       | 0 – 6           | 1 – 3            |                    | 0 – 0              | 2 – 0            |
| 4   | Hongarije | 8   | 2 | 1 | 5 | 7   | 11 | 20 | −9  |              | 0 – 5 | 0 – 1           | 1 – 2            |                    | 4 – 0              |                  |
| 5   | Letland   | 8   | 0 | 0 | 8 | 0   | 2  | 39 | −37 |              | 1 – 4 | 0 – 6           | 1 – 2            | 0 – 5              |                    |                  |

|                              |                                                       |         |             |                                                                                  |
| 29 augustus 2019 18.45 (UTC) | IJsland                                               | 4 – 1   | Hongarije   | Laugardalsvöllur, Reykjavík Toeschouwers: 2.019 Scheidsrechter: Abigail Marriott |
| 29 augustus 2019 18.45 (UTC) | Jensen 10', 90+2' Eiríksdóttir 59' Brynjarsdóttir 65' | Verslag | 42' Csiszár | Laugardalsvöllur, Reykjavík Toeschouwers: 2.019 Scheidsrechter: Abigail Marriott |

|                              |            |         |           |                                                                                    |
| 2 september 2019 18.45 (UTC) | IJsland    | 1 – 0   | Slowakije | Laugardalsvöllur, Reykjavík Toeschouwers: 2.346 Scheidsrechter: Irena Velevačkoska |
| 2 september 2019 18.45 (UTC) | Jensen 65' | Verslag |           | Laugardalsvöllur, Reykjavík Toeschouwers: 2.346 Scheidsrechter: Irena Velevačkoska |

|                                |             |         |                                                        |                                                                          |
| 3 september 2019 19.00 (UTC+3) | Letland     | 1 – 4   | Zweden                                                 | Daugavastadion, Liepāja Toeschouwers: 673 Scheidsrechter: Emanuela Rusta |
| 3 september 2019 19.00 (UTC+3) | Ševcova 14' | Verslag | 32' Sembrant 50' Ilestedt 59' (pen.) Seger 68' Asllani | Daugavastadion, Liepāja Toeschouwers: 673 Scheidsrechter: Emanuela Rusta |

|                              |            |         |                           |                                                                            |
| 4 oktober 2019 19.00 (UTC+3) | Letland    | 1 – 2   | Slowakije                 | Daugavastadion, Liepāja Toeschouwers: 206 Scheidsrechter: Aleksandra Česen |
| 4 oktober 2019 19.00 (UTC+3) | Miksone 3' | Verslag | 33' Hmírová 74' Vojteková | Daugavastadion, Liepāja Toeschouwers: 206 Scheidsrechter: Aleksandra Česen |

|                              |           |         |                                                             |                                                                               |
| 4 oktober 2019 20.15 (UTC+2) | Hongarije | 0 – 5   | Zweden                                                      | Diósgyőri Stadion, Miskolc Toeschouwers: 1.428 Scheidsrechter: Melis Özçiğdem |
| 4 oktober 2019 20.15 (UTC+2) |           | Verslag | 13' Eriksson 46', 51' Janogy 90+3' Jakobsson 90+5' Kullashi | Diósgyőri Stadion, Miskolc Toeschouwers: 1.428 Scheidsrechter: Melis Özçiğdem |

|                              |                                                                               |         |           |                                                                                  |
| 8 oktober 2019 18.45 (UTC+2) | Zweden                                                                        | 7 – 0   | Slowakije | Gamla Ullevi, Göteborg Toeschouwers: 9.748 Scheidsrechter: Elvira Noermoestafina |
| 8 oktober 2019 18.45 (UTC+2) | Asllani 26' Hurtig 30' Sembrant 34' Björn 60' Blackstenius 65', 68' Rolfö 90' | Verslag |           | Gamla Ullevi, Göteborg Toeschouwers: 9.748 Scheidsrechter: Elvira Noermoestafina |

|                              |         |         |                                                                                              |                                                                         |
| 8 oktober 2019 20.00 (UTC+3) | Letland | 0 – 6   | IJsland                                                                                      | Daugavastadion, Liepāja Toeschouwers: 84 Scheidsrechter: Vivian Peeters |
| 8 oktober 2019 20.00 (UTC+3) |         | Verslag | 17', 45+2' Friðriksdóttir 29' Brynjarsdóttir 50' Jensen 81' Jóhannsdóttir 90+5' Viðarsdóttir | Daugavastadion, Liepāja Toeschouwers: 84 Scheidsrechter: Vivian Peeters |

|                               |           |       |           |                                                                                          |
| 8 november 2019 17.00 (UTC+1) | Slowakije | 0 – 0 | Hongarije | Národné tréningové centrum SFZ, Senec Toeschouwers: 395 Scheidsrechter: Monika Mularczyk |
| 8 november 2019 17.00 (UTC+1) | Verslag   |       |           | Národné tréningové centrum SFZ, Senec Toeschouwers: 395 Scheidsrechter: Monika Mularczyk |

|                                |                                                               |         |         |                                                                             |
| 12 november 2019 20.00 (UTC+1) | Hongarije                                                     | 4 – 0   | Letland | Rohonci út, Szombathely Toeschouwers: 570 Scheidsrechter: Volcha Tsjaresjka |
| 12 november 2019 20.00 (UTC+1) | Jakabfi 13' Zeller 36' Fenyvesi 56' Pusztai 77' Papp 39', 85' | Verslag |         | Rohonci út, Szombathely Toeschouwers: 570 Scheidsrechter: Volcha Tsjaresjka |

|                                 |                                                                                 |         |           |                                                                      |
| 17 september 2020 18.45 (UTC+2) | Zweden                                                                          | 8 – 0   | Hongarije | Gamla Ullevi, Göteborg Toeschouwers: 0 Scheidsrechter: Rebecca Welch |
| 17 september 2020 18.45 (UTC+2) | Hurtig 13', 70' Anvegård 60', 66', 73' Eriksson 68' Ilestedt 72' Sembrant 90+2' | Verslag | 43' Bíró  | Gamla Ullevi, Göteborg Toeschouwers: 0 Scheidsrechter: Rebecca Welch |

|                               | |         |         |                                                                                  |
| 17 september 2020 18.00 (UTC) | IJsland | 9 – 0   | Letland | Laugardalsvöllur, Reykjavík Toeschouwers: 10 Scheidsrechter: Désirée Grundbacher |
| 17 september 2020 18.00 (UTC) | Jensen 2' Jónsdóttir 9', 33' Brynjarsdóttir 20', 23', 40' Miksone 72' (e.d.) Jóhannsdóttir 88' Vilhjálmsdóttir 90+3' | Verslag |         | Laugardalsvöllur, Reykjavík Toeschouwers: 10 Scheidsrechter: Désirée Grundbacher |

|                                 |         |         |                                                |                                                                            |
| 22 september 2020 18.00 (UTC+3) | Letland | 0 – 5   | Hongarije                                      | Daugavastadion, Liepāja Toeschouwers: 0 Scheidsrechter: Lizzy van der Helm |
| 22 september 2020 18.00 (UTC+3) |         | Verslag | 10', 27' Zeller 34' Pusztai 55', 90+4' Turányi | Daugavastadion, Liepāja Toeschouwers: 0 Scheidsrechter: Lizzy van der Helm |

|                               |            |         |              |                                                                             |
| 22 september 2020 18.00 (UTC) | IJsland    | 1 – 1   | Zweden       | Laugardalsvöllur, Reykjavík Toeschouwers: 0 Scheidsrechter: Ivana Martinčić |
| 22 september 2020 18.00 (UTC) | Jensen 62' | Verslag | 34' Anvegård | Laugardalsvöllur, Reykjavík Toeschouwers: 0 Scheidsrechter: Ivana Martinčić |

|                               |                                                                                 |         |         |                                                                      |
| 22 oktober 2020 18.45 (UTC+2) | Zweden                                                                          | 7 – 0   | Letland | Gamla Ullevi, Göteborg Toeschouwers: 0 Scheidsrechter: Maria Marotta |
| 22 oktober 2020 18.45 (UTC+2) | Hurtig 2' Anvegård 10' Schough 13' Eriksson 27' Hammarlund 45', 54' Curmark 86' | Verslag |         | Gamla Ullevi, Göteborg Toeschouwers: 0 Scheidsrechter: Maria Marotta |

|                               |               |         |                            |                                                                                        |
| 23 oktober 2020 20.00 (UTC+2) | Hongarije     | 1 – 2   | Slowakije                  | Illovszky Rudolfstadion, Boedapest Toeschouwers: 600 Scheidsrechter: Hristiyana Guteva |
| 23 oktober 2020 20.00 (UTC+2) | Pusztai 90+2' | Verslag | 68' Hmírová 80' Mikolajová | Illovszky Rudolfstadion, Boedapest Toeschouwers: 600 Scheidsrechter: Hristiyana Guteva |

|                               |                               |         |         |                                                                                        |
| 27 oktober 2020 18.00 (UTC+1) | Slowakije                     | 2 – 0   | Letland | Národné tréningové centrum SFZ, Senec Toeschouwers: 0 Scheidsrechter: Monika Mularczyk |
| 27 oktober 2020 18.00 (UTC+1) | Hmírová 8' (pen.), 34' (pen.) | Verslag |         | Národné tréningové centrum SFZ, Senec Toeschouwers: 0 Scheidsrechter: Monika Mularczyk |

|                               |                           |         |         |                                                                           |
| 27 oktober 2020 18.30 (UTC+1) | Zweden                    | 2 – 0   | IJsland | Gamla Ullevi, Göteborg Toeschouwers: 0 Scheidsrechter: Stéphanie Frappart |
| 27 oktober 2020 18.30 (UTC+1) | Jakobsson 25' Schough 57' | Verslag |         | Gamla Ullevi, Göteborg Toeschouwers: 0 Scheidsrechter: Stéphanie Frappart |

|                                |                |         |                                                         |                                                                                       |
| 26 november 2020 18.00 (UTC+1) | Slowakije      | 1 – 3   | IJsland                                                 | Národné tréningové centrum SFZ, Senec Toeschouwers: 0 Scheidsrechter: Lina Lehtovaara |
| 26 november 2020 18.00 (UTC+1) | Mikolajová 25' | Verslag | 61' Þorvaldsdóttir 67' (pen.), 77' (pen.) Gunnarsdóttir | Národné tréningové centrum SFZ, Senec Toeschouwers: 0 Scheidsrechter: Lina Lehtovaara |

|                               |           |         |                    |                                                                                    |
| 1 december 2020 15.30 (UTC+1) | Hongarije | 0 – 1   | IJsland            | Szusza Ferencstadion, Boedapest Toeschouwers: 0 Scheidsrechter: Iuliana Demetrescu |
| 1 december 2020 15.30 (UTC+1) |           | Verslag | 65' Þorvaldsdóttir | Szusza Ferencstadion, Boedapest Toeschouwers: 0 Scheidsrechter: Iuliana Demetrescu |

|                               |           |         |                                                                      |                                                                                     |
| 1 december 2020 18.00 (UTC+1) | Slowakije | 0 – 6   | Zweden                                                               | Štadión Antona Malatinského, Trnava Toeschouwers: 0 Scheidsrechter: Karoline Wacker |
| 1 december 2020 18.00 (UTC+1) |           | Verslag | 22', 73' Angeldal 34' Sembrant 44' Rolfö 49' Andersson 54' Blomqvist | Štadión Antona Malatinského, Trnava Toeschouwers: 0 Scheidsrechter: Karoline Wacker |

### Groep G
| Pos | Team            | Wed | W | G | V | Ptn | DV | DT | +/− | Kwalificatie |       | Vlag van Frankrijk | Vlag van Oostenrijk | Vlag van Servië | Vlag van Noord-Macedonië | Vlag van Kazachstan |
| --- | --------------- | --- | - | - | - | --- | -- | -- | --- | ------------ | ----- | ------------------ | ------------------- | --------------- | ------------------------ | ------------------- |
| 1   | Frankrijk       | 8   | 7 | 1 | 0 | 22  | 44 | 0  | +44 | Eindtoernooi |       |                    | 3 – 0               | 6 – 0           | 11 – 0                   | 12 – 0              |
| 2   | Oostenrijk      | 8   | 6 | 1 | 1 | 19  | 22 | 3  | +19 | Eindtoernooi |       | 0 – 0              |                     | 1 – 0           | 3 – 0                    | 9 – 0               |
| 3   | Servië          | 8   | 4 | 0 | 4 | 12  | 21 | 12 | +9  |              |       | 0 – 2              | 0 – 1               |                 | 8 – 1                    | 4 – 1               |
| 4   | Noord-Macedonië | 8   | 2 | 0 | 6 | 6   | 8  | 39 | −31 |              | 0 – 7 | 0 – 3              | 0 – 6               |                 | 4 – 1                    |                     |
| 5   | Kazachstan      | 8   | 0 | 0 | 8 | 0   | 2  | 43 | −41 |              | 0 – 3 | 0 – 5              | 0 – 3               | 0 – 3           |                          |                     |

|                                |            |         |                                    |                                                                                    |
| 1 september 2019 16.00 (UTC+6) | Kazachstan | 0 – 3   | Servië                             | Qajımuqan Muñaytpasovstadion, Şımkent Toeschouwers: 700 Scheidsrechter: Alina Peşu |
| 1 september 2019 16.00 (UTC+6) |            | Verslag | 58' Mijatović 81' Poljak 84' Matić | Qajımuqan Muñaytpasovstadion, Şımkent Toeschouwers: 700 Scheidsrechter: Alina Peşu |

|                                |                                               |         |                 | |
| 3 september 2019 18.00 (UTC+2) | Oostenrijk                                    | 3 – 0   | Noord-Macedonië | Bundesstadion Südstadt, Maria Enzersdorf Toeschouwers: 1.560 Scheidsrechter: Aleksandra Ponomarjova |
| 3 september 2019 18.00 (UTC+2) | Feiersinger 25' Hickelsberger 43' Dunst 45+3' | Verslag |                 | Bundesstadion Südstadt, Maria Enzersdorf Toeschouwers: 1.560 Scheidsrechter: Aleksandra Ponomarjova |

|                              |                                        |         |                |                                                                                                |
| 2 oktober 2019 15.00 (UTC+2) | Noord-Macedonië                        | 4 – 1   | Kazachstan     | Trening centar Petar Miloševski, Skopje Toeschouwers: 253 Scheidsrechter: Justina Lavrenovaitė |
| 2 oktober 2019 15.00 (UTC+2) | Andonova 6', 28' (pen.) Rochi 14', 75' | Verslag | 73' Mjasnikova | Trening centar Petar Miloševski, Skopje Toeschouwers: 253 Scheidsrechter: Justina Lavrenovaitė |

|                              |                 |         |                                                                  |                                                                                             |
| 5 oktober 2019 15.00 (UTC+2) | Noord-Macedonië | 0 – 6   | Servië                                                           | Trening centar Petar Miloševski, Skopje Toeschouwers: 400 Scheidsrechter: Maria Sole Caputi |
| 5 oktober 2019 15.00 (UTC+2) |                 | Verslag | 4', 34' Blagojević 38' Filipović 46', 61' Vuković 82' Stefanović | Trening centar Petar Miloševski, Skopje Toeschouwers: 400 Scheidsrechter: Maria Sole Caputi |

|                              |            |         |                                     |                                                                                      |
| 8 oktober 2019 21.00 (UTC+6) | Kazachstan | 0 – 3   | Frankrijk                           | Qajımuqan Muñaytpasovstadion, Şımkent Toeschouwers: 1.193 Scheidsrechter: Laura Rapp |
| 8 oktober 2019 21.00 (UTC+6) |            | Verslag | 58' Gauvin 70' Le Sommer 89' Katoto | Qajımuqan Muñaytpasovstadion, Şımkent Toeschouwers: 1.193 Scheidsrechter: Laura Rapp |

|                              |        |         |            |                                                                      |
| 8 oktober 2019 18.00 (UTC+2) | Servië | 0 – 1   | Oostenrijk | Čair Stadion, Niš Toeschouwers: 1.000 Scheidsrechter: Eleni Antoniou |
| 8 oktober 2019 18.00 (UTC+2) |        | Verslag | 12' Billa  | Čair Stadion, Niš Toeschouwers: 1.000 Scheidsrechter: Eleni Antoniou |

|                               |                 |         |                                           |                                                                                         |
| 8 november 2019 18.00 (UTC+1) | Noord-Macedonië | 0 – 3   | Oostenrijk                                | Trening centar Petar Miloševski, Skopje Toeschouwers: 249 Scheidsrechter: Lucie Šulcová |
| 8 november 2019 18.00 (UTC+1) |                 | Verslag | 35' (pen.) Billa 45+2' Zadrazil 78' Dunst | Trening centar Petar Miloševski, Skopje Toeschouwers: 249 Scheidsrechter: Lucie Šulcová |

|                               |                                                       |         |        |                                                                                           |
| 9 november 2019 21.00 (UTC+1) | Frankrijk                                             | 6 – 0   | Servië | Nouveau Stade Bordeaux, Bordeaux Toeschouwers: 21.211 Scheidsrechter: Marta Huerta de Aza |
| 9 november 2019 21.00 (UTC+1) | Majri 7', 12', 63' Geyoro 31' Katoto 52' Asseyi 90+3' | Verslag |        | Nouveau Stade Bordeaux, Bordeaux Toeschouwers: 21.211 Scheidsrechter: Marta Huerta de Aza |

|                                |                                                                                           |         |            |                                                                                                |
| 12 november 2019 17.55 (UTC+1) | Oostenrijk                                                                                | 9 – 0   | Kazachstan | Bundesstadion Südstadt, Maria Enzersdorf Toeschouwers: 1.200 Scheidsrechter: Hristiyana Guteva |
| 12 november 2019 17.55 (UTC+1) | Hickelsberger-Füller 7', 19', 48', 90+1' Billa 11', 57', 69' Feiersinger 18' Zadrazil 50' | Verslag |            | Bundesstadion Südstadt, Maria Enzersdorf Toeschouwers: 1.200 Scheidsrechter: Hristiyana Guteva |

|                            |                                                                                   |         |                     |                                                                          |
| 6 maart 2020 16.00 (UTC+1) | Servië                                                                            | 8 – 1   | Noord-Macedonië     | SRC Kolubara, Lazarevac Toeschouwers: 647 Scheidsrechter: Shona Shukrula |
| 6 maart 2020 16.00 (UTC+1) | Poljak 4', 8' Filipović 45', 53' Damjanović 49' Čanković 52', 90+2' Radojičić 72' | Verslag | 14', 24', 39' Rochi | SRC Kolubara, Lazarevac Toeschouwers: 647 Scheidsrechter: Shona Shukrula |

|                                 |        |         |                               |                                                                         |
| 18 september 2020 21.00 (UTC+2) | Servië | 0 – 2   | Frankrijk                     | Gradski stadion, Subotica Toeschouwers: 0 Scheidsrechter: Frida Nielsen |
| 18 september 2020 21.00 (UTC+2) |        | Verslag | 7' (e.d.) Frajtović 16' Majri | Gradski stadion, Subotica Toeschouwers: 0 Scheidsrechter: Frida Nielsen |

|                                 |              |         |                                                           |                                                                                     |
| 22 september 2020 16.00 (UTC+4) | Kazachstan   | 0 – 5   | Oostenrijk                                                | Qajımuqan Muñaytpasovstadion, Şımkent Toeschouwers: 0 Scheidsrechter: Katalin Sipos |
| 22 september 2020 16.00 (UTC+4) | Babsjoek 75' | Verslag | 14', 50' Dunst 64' Aschauer 68' Puntigam 76' (pen.) Billa | Qajımuqan Muñaytpasovstadion, Şımkent Toeschouwers: 0 Scheidsrechter: Katalin Sipos |

|                                 |                 |         |                                                                                          |                                                                        |
| 22 september 2020 21.00 (UTC+2) | Noord-Macedonië | 0 – 7   | Frankrijk                                                                                | Toše Proeskiarena, Skopje Toeschouwers: 0 Scheidsrechter: Reelika Turi |
| 22 september 2020 21.00 (UTC+2) |                 | Verslag | 15', 19' (pen.) Le Sommer 22' Katoto 52', 90+3' De Almeida 79' Torrent 83' (pen.) Asseyi | Toše Proeskiarena, Skopje Toeschouwers: 0 Scheidsrechter: Reelika Turi |

|                               | |         |                 |                                                                             |
| 23 oktober 2020 21.00 (UTC+2) | Frankrijk | 11 – 0  | Noord-Macedonië | Stade de la Source, Orléans Toeschouwers: 612 Scheidsrechter: Vera Opejkina |
| 23 oktober 2020 21.00 (UTC+2) | Gauvin 1' Le Sommer 5', 21', 73', 78' De Almeida 39' Diani 45+1' Asseyi 55' Geyoro 60', 63' D. Cascarino 76' | Verslag |                 | Stade de la Source, Orléans Toeschouwers: 612 Scheidsrechter: Vera Opejkina |

|                               |                                                       |         |                  |                                                                                      |
| 24 oktober 2020 18.00 (UTC+2) | Servië                                                | 4 – 1   | Kazachstan       | Sportski Centar FSS, Stara Pazova Toeschouwers: 0 Scheidsrechter: Cristina Trandafir |
| 24 oktober 2020 18.00 (UTC+2) | Ivanović 60' Filipović 72' Damjanović 89' Čavić 90+3' | Verslag | 32' Kirgizbajeva | Sportski Centar FSS, Stara Pazova Toeschouwers: 0 Scheidsrechter: Cristina Trandafir |

|                               |            |       |           |                                                                                             |
| 27 oktober 2020 21.00 (UTC+1) | Oostenrijk | 0 – 0 | Frankrijk | Stadion Wiener Neustadt, Wiener Neustadt Toeschouwers: 650 Scheidsrechter: Pernilla Larsson |
| 27 oktober 2020 21.00 (UTC+1) | Verslag    |       |           | Stadion Wiener Neustadt, Wiener Neustadt Toeschouwers: 650 Scheidsrechter: Pernilla Larsson |

|                                |            |         |                               |                                                                               |
| 27 november 2020 17.00 (UTC+6) | Kazachstan | 0 – 3   | Noord-Macedonië               | Almatı Ortalıq Stadionı, Almaty Toeschouwers: 0 Scheidsrechter: Lucie Šulcová |
| 27 november 2020 17.00 (UTC+6) |            | Verslag | 11', 34' Rochi 37' Shemsovikj | Almatı Ortalıq Stadionı, Almaty Toeschouwers: 0 Scheidsrechter: Lucie Šulcová |

|                                |                            |         |            |                                                                             |
| 27 november 2020 21.00 (UTC+1) | Frankrijk                  | 3 – 0   | Oostenrijk | Stade du Roudourou, Guingamp Toeschouwers: 0 Scheidsrechter: Esther Staubli |
| 27 november 2020 21.00 (UTC+1) | Renard 11' Katoto 27', 73' | Verslag |            | Stade du Roudourou, Guingamp Toeschouwers: 0 Scheidsrechter: Esther Staubli |

|                               |            |         |        |                                                                    |
| 1 december 2020 18.30 (UTC+1) | Oostenrijk | 1 – 0   | Servië | Altach Arena, Altach Toeschouwers: 0 Scheidsrechter: Tess Olofsson |
| 1 december 2020 18.30 (UTC+1) | Billa 80'  | Verslag |        | Altach Arena, Altach Toeschouwers: 0 Scheidsrechter: Tess Olofsson |

|                               | |         |            |                                                                            |
| 1 december 2020 21.00 (UTC+1) | Frankrijk | 12 – 0  | Kazachstan | Stade de la Rabine, Vannes Toeschouwers: 0 Scheidsrechter: Lorraine Watson |
| 1 december 2020 21.00 (UTC+1) | De Almeida 5' Diani 7', 17' Katoto 12', 16' Dali 24' Périsset 33' D. Cascarino 50' Laurent 58' Morroni 67' Baltimore 72' Matéo 83' | Verslag |            | Stade de la Rabine, Vannes Toeschouwers: 0 Scheidsrechter: Lorraine Watson |

### Groep H
| Pos | Team        | Wed | W | G | V | Ptn | DV | DT | +/− | Kwalificatie |       | Vlag van België | Vlag van Zwitserland | Vlag van Roemenië | Vlag van Kroatië | Vlag van Litouwen |
| --- | ----------- | --- | - | - | - | --- | -- | -- | --- | ------------ | ----- | --------------- | -------------------- | ----------------- | ---------------- | ----------------- |
| 1   | België      | 8   | 7 | 0 | 1 | 21  | 37 | 5  | +32 | Eindtoernooi |       |                 | 4 – 0                | 6 – 1             | 6 – 1            | 6 – 0             |
| 2   | Zwitserland | 8   | 6 | 1 | 1 | 19  | 20 | 6  | +14 | Play-offs    |       | 2 – 1           |                      | 6 – 0             | 2 – 0            | 4 – 0             |
| 3   | Roemenië    | 8   | 4 | 0 | 4 | 12  | 13 | 16 | −3  |              |       | 0 – 1           | 0 – 2                |                   | 4 – 1            | 3 – 0             |
| 4   | Kroatië     | 8   | 2 | 1 | 5 | 7   | 7  | 19 | −12 |              | 1 – 4 | 1 – 1           | 0 – 1                |                   | 1 – 0            |                   |
| 5   | Litouwen    | 8   | 0 | 0 | 8 | 0   | 1  | 32 | −31 |              | 0 – 9 | 0 – 3           | 0 – 4                | 1 – 2             |                  |                   |

|                                |                  |         |                            |                                                                           |
| 29 augustus 2019 18.30 (UTC+3) | Litouwen         | 1 – 2   | Kroatië                    | Savivaldybėstadion, Šiauliai Toeschouwers: 423 Scheidsrechter: Laura Rapp |
| 29 augustus 2019 18.30 (UTC+3) | Gailevičiūtė 86' | Verslag | 37' Dujmenović 48' Nevrkla | Savivaldybėstadion, Šiauliai Toeschouwers: 423 Scheidsrechter: Laura Rapp |

|                                |                                                              |         |          |                                                                                       |
| 3 september 2019 19.00 (UTC+2) | Zwitserland                                                  | 4 – 0   | Litouwen | LIPO Park Schaffhausen, Schaffhausen Toeschouwers: 3.123 Scheidsrechter: Merima Čelik |
| 3 september 2019 19.00 (UTC+2) | Liužinaitė 19' (e.d.) Humm 47' Bachmann 68' Crnogorčević 79' | Verslag |          | LIPO Park Schaffhausen, Schaffhausen Toeschouwers: 3.123 Scheidsrechter: Merima Čelik |

|                                |                                                                |         |           |                                                                                               |
| 3 september 2019 20.30 (UTC+2) | België                                                         | 6 – 1   | Kroatië   | King Power at Den Dreef Stadion, Heverlee Toeschouwers: 3.344 Scheidsrechter: Henrikke Nervik |
| 3 september 2019 20.30 (UTC+2) | Cayman 18', 59', 66' De Caigny 44' Deloose 74' Vanmechelen 78' | Verslag | 84' Lojna | King Power at Den Dreef Stadion, Heverlee Toeschouwers: 3.344 Scheidsrechter: Henrikke Nervik |

|                              |          |         |                                                             |                                                                             |
| 4 oktober 2019 18.30 (UTC+3) | Litouwen | 0 – 3   | Zwitserland                                                 | Savivaldybėstadion, Šiauliai Toeschouwers: 237 Scheidsrechter: Ewa Augustyn |
| 4 oktober 2019 18.30 (UTC+3) |          | Verslag | 35' (pen.) Crnogorčević 66' Kiwic 70' (e.d.) Neverdauskaitė | Savivaldybėstadion, Šiauliai Toeschouwers: 237 Scheidsrechter: Ewa Augustyn |

|                              |          |         |            | |
| 8 oktober 2019 18.30 (UTC+3) | Roemenië | 0 – 1   | België     | Dr.-Constantin-Rădulescustadion, Cluj-Napoca Toeschouwers: 1.073 Scheidsrechter: Marta Huerta de Aza |
| 8 oktober 2019 18.30 (UTC+3) |          | Verslag | 9' De Neve | Dr.-Constantin-Rădulescustadion, Cluj-Napoca Toeschouwers: 1.073 Scheidsrechter: Marta Huerta de Aza |

|                              |                              |         |         |                                                                                  |
| 8 oktober 2019 19.00 (UTC+2) | Zwitserland                  | 2 – 0   | Kroatië | Stockhorn Arena, Thun Toeschouwers: 4.512 Scheidsrechter: Katarzyna Lisiecka-Sęk |
| 8 oktober 2019 19.00 (UTC+2) | Crnogorčević 9' Reuteler 31' | Verslag |         | Stockhorn Arena, Thun Toeschouwers: 4.512 Scheidsrechter: Katarzyna Lisiecka-Sęk |

|                               |                                                              |         |          |                                                                                  |
| 8 november 2019 18.00 (UTC+2) | Roemenië                                                     | 3 – 0   | Litouwen | Stadionul Mogoșoaia, Mogoșoaia Toeschouwers: 150 Scheidsrechter: Petra Pavliková |
| 8 november 2019 18.00 (UTC+2) | Vătafu 17' (pen.) Neverdauskaitė 29' (e.d.) Voicu 70' (pen.) | Verslag |          | Stadionul Mogoșoaia, Mogoșoaia Toeschouwers: 150 Scheidsrechter: Petra Pavliková |

|                               |            |         |                                                      |                                                                                |
| 8 november 2019 18.00 (UTC+1) | Kroatië    | 1 – 4   | België                                               | Stadion ŠRC Zaprešić, Zaprešić Toeschouwers: 357 Scheidsrechter: Tess Olofsson |
| 8 november 2019 18.00 (UTC+1) | Lubina 40' | Verslag | 16' (pen.) Wullaert 31', 56' Philtjens 81' De Caigny | Stadion ŠRC Zaprešić, Zaprešić Toeschouwers: 357 Scheidsrechter: Tess Olofsson |

|                                |                                                                    |         |            |                                                                                         |
| 12 november 2019 19.00 (UTC+1) | Zwitserland                                                        | 6 – 0   | Roemenië   | LIPO Park Schaffhausen, Schaffhausen Toeschouwers: 3.741 Scheidsrechter: Shona Shukrula |
| 12 november 2019 19.00 (UTC+1) | Bachmann 26', 45', 74' Crnogorčević 65' (pen.) Humm 81' Fölmli 88' | Verslag | 65' Ficzay | LIPO Park Schaffhausen, Schaffhausen Toeschouwers: 3.741 Scheidsrechter: Shona Shukrula |

|                                |                                                        |         |          |                                                                                                |
| 12 november 2019 20.30 (UTC+1) | België                                                 | 6 – 0   | Litouwen | King Power at Den Dreef Stadion, Heverlee Toeschouwers: 4.587 Scheidsrechter: Ivana Projkovska |
| 12 november 2019 20.30 (UTC+1) | De Caigny 14', 32', 46', 66', 73' Mikutaitė 29' (e.d.) | Verslag |          | King Power at Den Dreef Stadion, Heverlee Toeschouwers: 4.587 Scheidsrechter: Ivana Projkovska |

|                                 |                                                                        |         |          |                                                                                             |
| 18 september 2020 17.30 (UTC+2) | België                                                                 | 6 – 1   | Roemenië | King Power at Den Dreef Stadion, Heverlee Toeschouwers: 0 Scheidsrechter: Volcha Tsjaresjka |
| 18 september 2020 17.30 (UTC+2) | Wullaert 20' (pen.), 45+1', 54' Cayman 27' Dhont 81' Vanhaevermaet 85' | Verslag | 55' Rus  | King Power at Den Dreef Stadion, Heverlee Toeschouwers: 0 Scheidsrechter: Volcha Tsjaresjka |

|                                 |            |         |              |                                                                              |
| 18 september 2020 17.30 (UTC+2) | Kroatië    | 1 – 1   | Zwitserland  | Stadion ŠRC Zaprešić, Zaprešić Toeschouwers: 0 Scheidsrechter: Lucie Šulcová |
| 18 september 2020 17.30 (UTC+2) | Rudelić 4' | Verslag | 75' Bachmann | Stadion ŠRC Zaprešić, Zaprešić Toeschouwers: 0 Scheidsrechter: Lucie Šulcová |

|                                 |                                                    |         |             |                                                                                 |
| 22 september 2020 19.00 (UTC+3) | Roemenië                                           | 4 – 1   | Kroatië     | Stadionul Mogoșoaia, Mogoşoaia Toeschouwers: 0 Scheidsrechter: Ivana Projkovska |
| 22 september 2020 19.00 (UTC+3) | Landeka 17' (e.d.) Bătea 40' Herczeg 45+4' Rus 68' | Verslag | 10' Rudelić | Stadionul Mogoșoaia, Mogoşoaia Toeschouwers: 0 Scheidsrechter: Ivana Projkovska |

|                                 |                    |         |              |                                                                     |
| 22 september 2020 19.00 (UTC+2) | Zwitserland        | 2 – 1   | België       | Stockhorn Arena, Thun Toeschouwers: 0 Scheidsrechter: Tess Olofsson |
| 22 september 2020 19.00 (UTC+2) | Gut 6' Lehmann 64' | Verslag | 71' Wullaert | Stockhorn Arena, Thun Toeschouwers: 0 Scheidsrechter: Tess Olofsson |

|                               |          |         |                                               |                                                                            |
| 23 oktober 2020 19.00 (UTC+3) | Litouwen | 0 – 4   | Roemenië                                      | Sūduvastadion, Marijampolė Toeschouwers: 0 Scheidsrechter: Lorraine Watson |
| 23 oktober 2020 19.00 (UTC+3) |          | Verslag | 63', 81' (pen.) Vătafu 77' Rus 90' Vlădulescu | Sūduvastadion, Marijampolė Toeschouwers: 0 Scheidsrechter: Lorraine Watson |

|                               |          |         |                          |                                                                               |
| 27 oktober 2020 17.30 (UTC+2) | Roemenië | 0 – 2   | Zwitserland              | Stadionul Mogoșoaia, Mogoşoaia Toeschouwers: 0 Scheidsrechter: Melis Özçiğdem |
| 27 oktober 2020 17.30 (UTC+2) |          | Verslag | 29' Sow 79' Crnogorčević | Stadionul Mogoșoaia, Mogoşoaia Toeschouwers: 0 Scheidsrechter: Melis Özçiğdem |

|                               |                       |         | |                                                                            |
| 27 oktober 2020 19.00 (UTC+2) | Litouwen              | 0 – 9   | België                                                                                                   | Sūduvastadion, Marijampolė Toeschouwers: 0 Scheidsrechter: Lina Lehtovaara |
| 27 oktober 2020 19.00 (UTC+2) | Liužinaitė 39', 45+2' | Verslag | 12', 69', 82' Wullaert 14' (e.d.) Liužinaitė 21' (e.d.) Gedgaudaitė 30', 40', 56' De Caigny 84' Minnaert | Sūduvastadion, Marijampolė Toeschouwers: 0 Scheidsrechter: Lina Lehtovaara |

|                                |            |         |          |                                                                          |
| 27 november 2020 16.00 (UTC+1) | Kroatië    | 1 – 0   | Litouwen | Stadion Aldo Drosina, Pula Toeschouwers: 0 Scheidsrechter: Rebecca Welch |
| 27 november 2020 16.00 (UTC+1) | Šundov 81' | Verslag |          | Stadion Aldo Drosina, Pula Toeschouwers: 0 Scheidsrechter: Rebecca Welch |

|                               |                                              |         |             |                                                                                                   |
| 1 december 2020 20.00 (UTC+1) | België                                       | 4 – 0   | Zwitserland | King Power at Den Dreef Stadion, Heverlee Toeschouwers: 0 Scheidsrechter: Anastasia Poestovojtova |
| 1 december 2020 20.00 (UTC+1) | De Caigny 31', 45+7' Wullaert 73' Cayman 85' | Verslag |             | King Power at Den Dreef Stadion, Heverlee Toeschouwers: 0 Scheidsrechter: Anastasia Poestovojtova |

|                                |         |         |             |                                                                         |
| 23 februari 2021 16.00 (UTC+1) | Kroatië | 0 – 1   | Roemenië    | Stadion Aldo Drosina, Pula Toeschouwers: 0 Scheidsrechter: Ewa Augustyn |
| 23 februari 2021 16.00 (UTC+1) |         | Verslag | 53' Ciolacu | Stadion Aldo Drosina, Pula Toeschouwers: 0 Scheidsrechter: Ewa Augustyn |

### Groep I
| Pos | Team        | Wed | W | G | V | Ptn | DV | DT | +/− | Kwalificatie |       | Vlag van Duitsland | Vlag van Oekraïne | Vlag van Ierland | Vlag van Griekenland | Vlag van Montenegro |
| --- | ----------- | --- | - | - | - | --- | -- | -- | --- | ------------ | ----- | ------------------ | ----------------- | ---------------- | -------------------- | ------------------- |
| 1   | Duitsland   | 8   | 8 | 0 | 0 | 24  | 46 | 1  | +45 | Eindtoernooi |       |                    | 8 – 0             | 3 – 0            | 6 – 0                | 10 – 0              |
| 2   | Oekraïne    | 8   | 5 | 0 | 3 | 15  | 16 | 21 | −5  | Play-offs    |       | 0 – 8              |                   | 1 – 0            | 4 – 0                | 2 – 1               |
| 3   | Ierland     | 8   | 4 | 1 | 3 | 13  | 11 | 10 | +1  |              |       | 1 – 3              | 3 – 2             |                  | 1 – 0                | 2 – 0               |
| 4   | Griekenland | 8   | 2 | 1 | 5 | 7   | 6  | 21 | −15 |              | 0 – 5 | 0 – 4              | 1 – 1             |                  | 1 – 0                |                     |
| 5   | Montenegro  | 8   | 0 | 0 | 8 | 0   | 2  | 28 | −26 |              | 0 – 3 | 1 – 3              | 0 – 3             | 0 – 4            |                      |                     |

|                                |                                                                                          |         |            |                                                                                 |
| 31 augustus 2019 12.30 (UTC+2) | Duitsland                                                                                | 10 – 0  | Montenegro | Auestadion, Kassel Toeschouwers: 6.275 Scheidsrechter: Zulema González González |
| 31 augustus 2019 12.30 (UTC+2) | Huth 3' Popp 8', 24', 38' Bühl 34', 59' Doorsoun 52' Knaak 54' Schüller 84' Dallmann 88' | Verslag |            | Auestadion, Kassel Toeschouwers: 6.275 Scheidsrechter: Zulema González González |

|                                |          |         |                                                                             |                                                                  |
| 3 september 2019 17.00 (UTC+3) | Oekraïne | 0 – 8   | Duitsland                                                                   | Arena Lviv, Lviv Toeschouwers: 988 Scheidsrechter: Tess Olofsson |
| 3 september 2019 17.00 (UTC+3) |          | Verslag | 5', 80', 88' Däbritz 29' Magull 32' Rauch 54' Oberdorf 85' Huth 90+2' Maier | Arena Lviv, Lviv Toeschouwers: 988 Scheidsrechter: Tess Olofsson |

|                                |                             |         |            |                                                                              |
| 3 september 2019 19.30 (UTC+1) | Ierland                     | 2 – 0   | Montenegro | Tallaght Stadium, Dublin Toeschouwers: 3.423 Scheidsrechter: Catarina Campos |
| 3 september 2019 19.30 (UTC+1) | Toland 7' McCabe 69' (pen.) | Verslag |            | Tallaght Stadium, Dublin Toeschouwers: 3.423 Scheidsrechter: Catarina Campos |

|                              |                                                                |         |          |                                                                 |
| 5 oktober 2019 14.00 (UTC+2) | Duitsland                                                      | 8 – 0   | Oekraïne | Tivoli, Aken Toeschouwers: 5.504 Scheidsrechter: Lorraine Clark |
| 5 oktober 2019 14.00 (UTC+2) | Bühl 7', 58', 61' Gwinn 30' Magull 37', 42', 90+3' Leupolz 87' | Verslag |          | Tivoli, Aken Toeschouwers: 5.504 Scheidsrechter: Lorraine Clark |

|                              |             |         |                                                      |                                                                                           |
| 8 oktober 2019 15.00 (UTC+3) | Griekenland | 0 – 5   | Duitsland                                            | Kleanthis Vikelidis-stadion, Thessaloniki Toeschouwers: 510 Scheidsrechter: Vera Opejkina |
| 8 oktober 2019 15.00 (UTC+3) |             | Verslag | 33' Popp 40' Oberdorf 66' Starke 75' Bremer 90' Bühl | Kleanthis Vikelidis-stadion, Thessaloniki Toeschouwers: 510 Scheidsrechter: Vera Opejkina |

|                              |                                           |         |                              |                                                                                  |
| 8 oktober 2019 19.30 (UTC+1) | Ierland                                   | 3 – 2   | Oekraïne                     | Tallaght Stadium, Dublin Toeschouwers: 5.328 Scheidsrechter: Désirée Grundbacher |
| 8 oktober 2019 19.30 (UTC+1) | McCabe 25' Jarrett 28' Sjmatko 53' (e.d.) | Verslag | 34' Sjmatko 43' Ovdiejtsjoek | Tallaght Stadium, Dublin Toeschouwers: 5.328 Scheidsrechter: Désirée Grundbacher |

|                               |            |         |                                              |                                                                   |
| 6 november 2019 13.00 (UTC+1) | Montenegro | 0 – 4   | Griekenland                                  | DG Arena, Podgorica Toeschouwers: 53 Scheidsrechter: Reelika Turi |
| 6 november 2019 13.00 (UTC+1) |            | Verslag | 14', 78' Sidira 51' Kokoviadou 90+3' Vardali | DG Arena, Podgorica Toeschouwers: 53 Scheidsrechter: Reelika Turi |

|                                |                    |         |             |                                                                               |
| 12 november 2019 15.00 (UTC+2) | Griekenland        | 1 – 1   | Ierland     | Stadio Néas Smírnis, Athene Toeschouwers: 500 Scheidsrechter: Henrikke Nervik |
| 12 november 2019 15.00 (UTC+2) | Spyridonidou 90+3' | Verslag | 13' Barrett | Stadio Néas Smírnis, Athene Toeschouwers: 500 Scheidsrechter: Henrikke Nervik |

|                          |              |         |             |                                                                                             |
| 5 maart 2020 19.15 (UTC) | Ierland      | 1 – 0   | Griekenland | Tallaght Stadium, Dublin Toeschouwers: 4.511 Scheidsrechter: María Dolores Martínez Madrona |
| 5 maart 2020 19.15 (UTC) | Caldwell 45' | Verslag |             | Tallaght Stadium, Dublin Toeschouwers: 4.511 Scheidsrechter: María Dolores Martínez Madrona |

|                             |                |         |                                        |                                                                                   |
| 11 maart 2020 16.00 (UTC+1) | Montenegro     | 0 – 3   | Ierland                                | Stadion pod Malim brdom, Petrovac Toeschouwers: 0 Scheidsrechter: Valentina Finzi |
| 11 maart 2020 16.00 (UTC+1) | Đukić 53', 68' | Verslag | 12' Caldwell 83' McCabe 85' O'Sullivan | Stadion pod Malim brdom, Petrovac Toeschouwers: 0 Scheidsrechter: Valentina Finzi |

|                                 |            |         |                                                     |                                                                    |
| 18 september 2020 20.00 (UTC+2) | Montenegro | 1 – 3   | Oekraïne                                            | DG Arena, Podgorica Toeschouwers: 0 Scheidsrechter: Viola Raudziņa |
| 18 september 2020 20.00 (UTC+2) | Dešić 64'  | Verslag | 24' Apanasjtsjenko 61' Koenina 67' (e.d.) Bulatović | DG Arena, Podgorica Toeschouwers: 0 Scheidsrechter: Viola Raudziņa |

|                                 |                                       |         |         |                                                                       |
| 19 september 2020 14.00 (UTC+2) | Duitsland                             | 3 – 0   | Ierland | Stadion Essen, Essen Toeschouwers: 0 Scheidsrechter: Monika Mularczyk |
| 19 september 2020 14.00 (UTC+2) | Hegering 9' Marozsán 39' Schüller 42' | Verslag |         | Stadion Essen, Essen Toeschouwers: 0 Scheidsrechter: Monika Mularczyk |

|                                 |            |         |                                       |                                                                                            |
| 22 september 2020 16.07 (UTC+2) | Montenegro | 0 – 3   | Duitsland                             | Pod Goricomstadion, Podgorica Toeschouwers: 0 Scheidsrechter: Ainara Andrea Acevedo Dudley |
| 22 september 2020 16.07 (UTC+2) |            | Verslag | 3' Freigang 45+2' Leupolz 59' Lohmann | Pod Goricomstadion, Podgorica Toeschouwers: 0 Scheidsrechter: Ainara Andrea Acevedo Dudley |

|                                 |                                                   |         |             |                                                                     |
| 22 september 2020 19.00 (UTC+3) | Oekraïne                                          | 4 – 0   | Griekenland | Obolon Arena, Kiev Toeschouwers: 0 Scheidsrechter: Aleksandra Česen |
| 22 september 2020 19.00 (UTC+3) | Kozlova 60', 72' Kravets 89' Apanasjtsjenko 90+6' | Verslag |             | Obolon Arena, Kiev Toeschouwers: 0 Scheidsrechter: Aleksandra Česen |

|                               |             |         |            |                                                                                      |
| 22 oktober 2020 17.30 (UTC+3) | Griekenland | 1 – 0   | Montenegro | Apostolos Nikolaidisstadion, Athene Toeschouwers: 0 Scheidsrechter: Miriama Matulová |
| 22 oktober 2020 17.30 (UTC+3) | Markou 84'  | Verslag |            | Apostolos Nikolaidisstadion, Athene Toeschouwers: 0 Scheidsrechter: Miriama Matulová |

|                               |                     |         |         |                                                                    |
| 23 oktober 2020 19.00 (UTC+3) | Oekraïne            | 1 – 0   | Ierland | Obolon Arena, Kiev Toeschouwers: 0 Scheidsrechter: Ivana Martinčić |
| 23 oktober 2020 19.00 (UTC+3) | O'Gorman 25' (e.d.) | Verslag |         | Obolon Arena, Kiev Toeschouwers: 0 Scheidsrechter: Ivana Martinčić |

|                               |             |         |                                             |                                                                                    |
| 27 oktober 2020 17.30 (UTC+2) | Griekenland | 0 – 4   | Oekraïne                                    | Apostolos Nikolaidisstadion, Athene Toeschouwers: 0 Scheidsrechter: Shona Shukrula |
| 27 oktober 2020 17.30 (UTC+2) |             | Verslag | 5' Pantsoelaja 29', 55' Kravets 83' Koenina | Apostolos Nikolaidisstadion, Athene Toeschouwers: 0 Scheidsrechter: Shona Shukrula |

|                                |                                                                   |         |             |                                                                              |
| 27 november 2020 16.00 (UTC+1) | Duitsland                                                         | 6 – 0   | Griekenland | Audi-Sportpark, Ingolstadt Toeschouwers: 0 Scheidsrechter: Marta Frías Acedo |
| 27 november 2020 16.00 (UTC+1) | Hegering 17' Freigang 21', 39', 45' Dallmann 72' Krumbiegel 90+2' | Verslag |             | Audi-Sportpark, Ingolstadt Toeschouwers: 0 Scheidsrechter: Marta Frías Acedo |

|                             |                   |         |                                    |                                                                       |
| 1 december 2020 17.00 (UTC) | Ierland           | 1 – 3   | Duitsland                          | Tallaght Stadium, Dublin Toeschouwers: 0 Scheidsrechter: Sara Persson |
| 1 december 2020 17.00 (UTC) | McCabe 45' (pen.) | Verslag | 21' (pen.) Magull 29', 85' Sellner | Tallaght Stadium, Dublin Toeschouwers: 0 Scheidsrechter: Sara Persson |

|                               |                                  |         |                           |                                                                  |
| 1 december 2020 19.00 (UTC+2) | Oekraïne                         | 2 – 1   | Montenegro                | Obolon Arena, Kiev Toeschouwers: 0 Scheidsrechter: Frida Nielsen |
| 1 december 2020 19.00 (UTC+2) | Basanskaja 5' (pen.) Koenina 74' | Verslag | 6' Đoković 41', 49' Božić | Obolon Arena, Kiev Toeschouwers: 0 Scheidsrechter: Frida Nielsen |

### Stand beste nummers 2
Alleen de resultaten van de nummers twee tegen de nummers één, drie, vier en vijf uit de groepen telden mee voor de stand. De resultaten van de nummers twee tegen de nummers zes in de groepen A en B werden niet meegeteld.
| Pos | Grp | Team          | Wed | W | G | V | Ptn | DV | DT | +/− | Kwalificatie                     |
| --- | --- | ------------- | --- | - | - | - | --- | -- | -- | --- | -------------------------------- |
| 1   | B   | Italië        | 8   | 6 | 1 | 1 | 19  | 30 | 5  | +25 | Geplaatst voor het hoofdtoernooi |
| 2   | F   | IJsland       | 8   | 6 | 1 | 1 | 19  | 25 | 5  | +20 | Geplaatst voor het hoofdtoernooi |
| 3   | G   | Oostenrijk    | 8   | 6 | 1 | 1 | 19  | 22 | 3  | +19 | Geplaatst voor het hoofdtoernooi |
| 4   | H   | Zwitserland   | 8   | 6 | 1 | 1 | 19  | 20 | 6  | +14 | Deelname aan de play-offs        |
| 5   | E   | Portugal      | 8   | 6 | 1 | 1 | 19  | 10 | 2  | +8  | Deelname aan de play-offs        |
| 6   | A   | Rusland       | 8   | 6 | 0 | 2 | 18  | 16 | 6  | +10 | Deelname aan de play-offs        |
| 7   | D   | Tsjechië      | 8   | 5 | 1 | 2 | 16  | 24 | 9  | +15 | Deelname aan de play-offs        |
| 8   | I   | Oekraïne      | 8   | 5 | 0 | 3 | 15  | 16 | 21 | −5  | Deelname aan de play-offs        |
| 9   | C   | Noord-Ierland | 8   | 4 | 2 | 2 | 14  | 17 | 17 | 0   | Deelname aan de play-offs        |

## Play-offs
De loting voor de play-offs vond op 5 maart 2021 om 13.00 (UTC+1) plaats op het hoofdkantoor van de UEFA in Nyon, Zwitserland. Oorspronkelijk was deze gepland voor 25 september 2020, maar vanwege de coronapandemie en de daardoor verplaatste kwalificatiewedstrijden, werd deze uitgesteld. Via deze loting werden de zes landen verdeeld over de drie play-offwedstrijden. Het eerste land dat in elke wedstrijd werd geloot speelde de eerste wedstrijd thuis. Op basis van politieke redenen konden Rusland en Oekraïne niet tegen elkaar worden geloot.
Gekwalificeerde landen voor de play-offs
- Noord-Ierland
- Oekraïne
- Portugal
- Rusland
- Tsjechië
- Zwitserland

| Team 1   | Tot.                  | Team 2        | 1e wedstr. | 2e wedstr.   |
| -------- | --------------------- | ------------- | ---------- | ------------ |
| Oekraïne | 1 – 4                 | Noord-Ierland | 1 – 2      | 0 – 2        |
| Portugal | 0 – 1                 | Rusland       | 0 – 1      | 0 – 0        |
| Tsjechië | 2 – 2 (2 – 3 na pen.) | Zwitserland   | 1 – 1      | 1 – 1 (n.v.) |

### Duel 1
|                            |                    |         |                       |                                                                      |
| 9 april 2021 19.00 (UTC+3) | Oekraïne           | 1 – 2   | Noord-Ierland         | Kolosstadion, Kovalivka Toeschouwers: 0 Scheidsrechter: Riem Hussein |
| 9 april 2021 19.00 (UTC+3) | Apanasjtsjenko 22' | Verslag | 5' Furness 57' Magill | Kolosstadion, Kovalivka Toeschouwers: 0 Scheidsrechter: Riem Hussein |

|                             |                              |         |                 |                                                                       |
| 13 april 2021 19.45 (UTC+1) | Noord-Ierland                | 2 – 0   | Oekraïne        | Seaviewstadion, Belfast Toeschouwers: 0 Scheidsrechter: Jana Adámková |
| 13 april 2021 19.45 (UTC+1) | Callaghan 55' Caldwell 90+6' | Verslag | 87' Pantsoelaja | Seaviewstadion, Belfast Toeschouwers: 0 Scheidsrechter: Jana Adámková |

### Duel 2
|                            |          |         |               |                                                                             |
| 9 april 2021 18.30 (UTC+1) | Portugal | 0 – 1   | Rusland       | Estádio do Restelo, Lissabon Toeschouwers: 0 Scheidsrechter: Esther Staubli |
| 9 april 2021 18.30 (UTC+1) |          | Verslag | 51' Korovkina | Estádio do Restelo, Lissabon Toeschouwers: 0 Scheidsrechter: Esther Staubli |

|                             |         |       |          |                                                                         |
| 13 april 2021 17.00 (UTC+3) | Rusland | 0 – 0 | Portugal | Sapsan Arena, Moskou Toeschouwers: 0 Scheidsrechter: Stéphanie Frappart |
| 13 april 2021 17.00 (UTC+3) | Verslag |       |          | Sapsan Arena, Moskou Toeschouwers: 0 Scheidsrechter: Stéphanie Frappart |

### Duel 3
|                            |                     |         |                         |                                                                       |
| 9 april 2021 16.00 (UTC+2) | Tsjechië            | 1 – 1   | Zwitserland             | Letní stadion, Chomutov Toeschouwers: 0 Scheidsrechter: Cheryl Foster |
| 9 april 2021 16.00 (UTC+2) | Svitková 49' (pen.) | Verslag | 90' (pen.) Crnogorčević | Letní stadion, Chomutov Toeschouwers: 0 Scheidsrechter: Cheryl Foster |

|                             |                                    |              |                                                        |                                                                        |
| 13 april 2021 20.00 (UTC+2) | Zwitserland                        | 1 – 1 (n.v.) | Tsjechië                                               | Stockhorn Arena, Thun Toeschouwers: 0 Scheidsrechter: Kateryna Monzoel |
| 13 april 2021 20.00 (UTC+2) | Sow 59'                            | Verslag      | 51' Svitková                                           | Stockhorn Arena, Thun Toeschouwers: 0 Scheidsrechter: Kateryna Monzoel |
| 13 april 2021 20.00 (UTC+2) | Strafschoppen                      |              |                                                        | Stockhorn Arena, Thun Toeschouwers: 0 Scheidsrechter: Kateryna Monzoel |
| 13 april 2021 20.00 (UTC+2) | Gut Sow Lehmann Wälti Crnogorčević | 3 – 2        | Bartoňová Krejčiříková Bertholdová Martínková Svitková | Stockhorn Arena, Thun Toeschouwers: 0 Scheidsrechter: Kateryna Monzoel |

## Doelpuntenmakers
12 doelpunten
- Tine De Caigny

10 doelpunten
- Linda Sällström
- Sherida Spitse
- Caroline Graham Hansen
- Jennifer Hermoso

9 doelpunten
- Tessa Wullaert
- Nadia Nadim
- Cristiana Girelli
- Vivianne Miedema

8 doelpunten
- Pernille Harder
- Daniëlle van de Donk
- Lara Prašnikar
- Esther González

7 doelpunten
- Sofija Krajšumović
- Marie-Antoinette Katoto
- Eugénie Le Sommer
- Katja Snoeijs
- Nicole Billa
- Mateja Zver

6 doelpunten
- Stine Larsen
- Sanne Troelsgaard
- Klara Bühl
- Elín Metta Jensen
- Nelli Korovkina
- Aitana Bonmatí
- Mariona Caldentey
- Natasha Harding

5 doelpunten
- Janice Cayman
- Milena Nikolić
- Lina Magull
- Dagný Brynjarsdóttir
- Daniela Sabatino
- Gentjana Rochi
- Isabell Herlovsen
- Julia Hickelsberger-Füller
- Marina Fjodorova
- Kim Little
- Andrea Stašková
- Anastasia Sjtsjerbatsjenia
- Anna Anvegård
- Ramona Bachmann
- Ana-Maria Crnogorčević

4 doelpunten
- Nicoline Sørensen
- Laura Freigang
- Alexandra Popp
- Élisa de Almeida
- Amel Majri
- Katie McCabe
- Valentina Giacinti
- Haley Bugeja
- Jill Roord
- Rachel Furness
- Guro Reiten
- Lisa-Marie Utland
- Barbara Dunst
- Jane Ross
- Tijana Filipović
- Patricia Guijarro
- Patrícia Hmírová
- Lucie Voňková
- Lina Hurtig
- Linda Sembrant

3 doelpunten
- Sara Däbritz
- Viviane Asseyi
- Kadidiatou Diani
- Grace Geyoro
- Sára Pusztai
- Dóra Zeller
- Manuela Giugliano
- Modesta Uka
- Simone Magill
- Kirsty McGuinness
- Amalie Eikeland
- Ingrid Syrstad Engen
- Nadia Koenina
- Darja Kravets
- Aleksandra Sikora
- Ana Capeta
- Laura Rus
- Ștefania Vătafu
- Margarita Tsjernomyrdina
- Lizzie Arnot
- Claire Emslie
- Caroline Weir
- Allegra Poljak
- Špela Kolbl
- Klára Cahynová
- Kamila Dubcová
- Kateřina Svitková
- Karina Olchovik
- Magdalena Eriksson

2 doelpunten
- Megi Doci
- Davina Philtjens
- Marija Aleksić
- Dajana Spasojević
- Nanna Christiansen
- Mille Gejl
- Sofie Junge Pedersen
- Rikke Sevecke
- Linda Dallmann
- Marina Hegering
- Svenja Huth
- Melanie Leupolz
- Lena Oberdorf
- Lea Schüller
- Tabea Sellner
- Emma Koivisto
- Heidi Kollanen
- Delphine Cascarino
- Valérie Gauvin
- Danai-Eleni Sidira
- Lilla Turányi
- Diane Caldwell
- Fanndís Friðriksdóttir
- Sara Björk Gunnarsdóttir
- Alexandra Jóhannsdóttir
- Sveindís Jane Jónsdóttir
- Berglind Björg Þorvaldsdóttir
- Marian Awad
- Elisa Bartoli
- Barbara Bonansea
- Valentina Cernoia
- Elena Linari
- Martina Rosucci
- Ivana Rudelić
- Kristina Šundov
- Brenda Borg
- Shona Zammit
- Natalia Munteanu
- Jackie Groenen
- Lieke Martens
- Lauren Wade
- Nataša Andonova
- Frida Maanum
- Daryna Apanasjtsjenko
- Nikole Kozlova
- Laura Feiersinger
- Sarah Zadrazil
- Weronika Zawistowska
- Cláudia Neto
- Natalja Masjina
- Nadezjda Smirnova
- Martha Thomas
- Dina Blagojević
- Jelena Čanković
- Nevena Damjanović
- Marija Vuković
- Ana Milović
- Zala Vindišar
- Mária Mikolajová
- Lucía García
- Eva Navarro
- Alèxia Putellas
- Derya Arhan
- Gülbin Hız
- Rachel Rowe
- Anastasieja Charlanova
- Filippa Angeldal
- Kosovare Asllani
- Stina Blackstenius
- Pauline Hammarlund
- Amanda Ilestedt
- Sofia Jakobsson
- Madelen Janogy
- Fridolina Rolfö
- Olivia Schough
- Fabienne Humm

1 doelpunt
- Zelfie Bajramaj
- Lucie Gjini
- Suada Jashari
- Kristina Maksuti
- Aysun Aliyeva
- Alina Dorofejeva
- Laura Deloose
- Laura De Neve
- Elena Dhont
- Marie Minnaert
- Justine Vanhaevermaet
- Davinia Vanmechelen
- Marija Damjanović
- Aida Hadžić
- Melisa Hasanbegović
- Signe Bruun
- Rikke Madsen
- Stine Pedersen
- Sofie Svava
- Pauline Bremer
- Sara Doorsoun
- Giulia Gwinn
- Turid Knaak
- Paulina Krumbiegel
- Sydney Lohmann
- Leonie Maier
- Dzsenifer Marozsán
- Felicitas Rauch
- Sandra Starke
- Katrin Loo
- Jensa Kannuberg Tórolvsdóttir
- Emmi Alanen
- Kaisa Collin
- Adelina Engman
- Sanni Franssi
- Juliette Kemppi
- Natalia Kuikka
- Ria Öling
- Amanda Rantanen
- Eveliina Summanen
- Anna Westerlund
- Sandy Baltimore
- Emelyne Laurent
- Clara Matéo
- Perle Morroni
- Ève Périsset
- Wendie Renard
- Marion Torrent
- Teona Bakradze
- Ana Tsjeminava
- Chatia Ttsjkonia
- Christina Kokoviadou
- Eleni Markou
- Anastasia Spyridonidou
- Thomai Vardali
- Henrietta Csiszár
- Evelin Fenyvesi
- Zsanett Jakabfi
- Amber Barrett
- Rianna Jarrett
- Denise O'Sullivan
- Tyler Toland
- Hlín Eiríksdóttir
- Margrét Lára Viðarsdóttir
- Karólína Lea Vilhjálmsdóttir
- Sharon Beck
- Mor Efraim
- Shira Elinav
- Lee Falkon
- Keren Goor
- Koral Hazan
- Rahel Shtainshnaider
- Arianna Caruso
- Aurora Galli
- Giada Greggi
- Alia Guagni
- Cecilia Salvai
- Begaim Kirgizbajeva
- Joelia Mjasnikova
- Kaltrina Biqkaj
- Liridona Syla
- Isabella Dujmenović
- Izabela Lojna
- Anela Lubina
- Karlīna Miksone
- Olga Ševcova
- Dovilė Gailevičiūtė
- Rachel Cuschieri
- Maria Farrugia
- Emma Xuereb
- Carolina Țabur
- Medina Dešić
- Jasna Đoković
- Lineth Beerensteyn
- Dominique Bloodworth
- Stefanie van der Gragt
- Ellen Jansen
- Aniek Nouwen
- Shanice van de Sanden
- Ashley Hutton
- Chloe McCarron
- Caitlin McGuinness
- Elma Shemsovikj
- Karina Sævik
- Maria Thorisdottir
- Elise Thorsnes
- Olga Basanskaja
- Olcha Ovditsjoek
- Natia Pantsoelaja
- Ljoebov Sjmatko
- Verena Aschauer
- Sarah Puntigam
- Adriana Achcińska
- Katarzyna Daleszczyk
- Paulina Dudek
- Dominika Kopińska
- Małgorzata Mesjasz
- Agata Tarczyńska
- Ana Borges
- Fátima Pinto
- Diana Silva
- Jéssica Silva
- Mara Bătea
- Mihaela Ciolacu
- Andrea Herczeg
- Ana Maria Vlădulescu
- Andreea Voicu
- Alsoe Abdoellina
- Anna Belomyttseva
- Darja Jakovleva
- Alina Mjagkova
- Rachel Corsie
- Erin Cuthbert
- Hannah Godfrey
- Kirsty Hanson
- Christie Murray
- Mina Čavić
- Miljana Ivanović
- Tijana Matić
- Milica Mijatović
- Marija Radojičić
- Dejana Stefanović
- Pamela Begič
- Dominika Čonč
- Kaja Eržen
- Lara Klopčič
- Kaja Korošec
- Barbara Kralj
- Nina Predanič
- Špela Rozmarič
- Jana Vojteková
- Nerea Eizaguirre
- Mapi León
- Irene Paredes
- Alba Redondo
- Virginia Torrecilla
- Petra Bertholdová
- Tereza Krejčiříková
- Lucie Martínková
- Miroslava Mrázová
- Jana Petříková
- Tereza Szewieczková
- İlayda Civelek
- Fatma Kara
- Didem Karagenç
- Ece Türkoğlu
- Yağmur Uraz
- Jess Fishlock
- Kayleigh Green
- Angharad James
- Emma Jones
- Rhiannon Roberts
- Helen Ward
- Lily Woodham
- Anastasia Sjlapakova
- Jonna Andersson
- Nathalie Björn
- Rebecka Blomqvist
- Filippa Curmark
- Loreta Kullashi
- Caroline Seger
- Svenja Fölmli
- Malin Gut
- Rahel Kiwic
- Alisha Lehmann
- Géraldine Reuteler
- Coumba Sow

1 eigen doelpunt
- Arbiona Bajraktari (tegen Schotland)
- Chara Charalambous (tegen Portugal)
- Kairi Himanen (tegen Kosovo)
- Karina Kork (tegen Slovenië)
- Lív Arge (tegen Wales)
- Jacoba Langgaard (tegen Noord-Ierland)
- Natalia Kuikka (tegen Albanië)
- Nino Sutidze (tegen Israël)
- Áine O'Gorman (tegen Oekraïne)
- Lia Barkai (tegen Denemarken)
- Shani David (tegen Italië)
- Irena Kuznetsov (tegen Denemarken)
- Laura Giuliani (tegen Denemarken)
- Fjolla Shala (tegen Rusland)
- Iva Landeka (tegen Roemenië)
- Karlīna Miksone (tegen IJsland)
- Gabija Gedgaudaitė (tegen België)
- Algimantė Mikutaitė (tegen België)
- Dumitrița Prisăcari (tegen Spanje)
- Anastasia Sivolobova (tegen Spanje)
- Slađana Bulatović (tegen Oekraïne)
- Ljoebov Sjmatko (tegen Ierland)
- Anđela Frajtović (tegen Frankrijk)
- Jana Sedláčková (tegen Spanje)
- Natalia Voskobovitsj (tegen Noord-Ierland)

2 eigen doelpunten
- Milda Liužinaitė (tegen Zwitserland en België)
- Vestina Neverdauskaitė (tegen Roemenië en Zwitserland)